# Poésie philosophique
Vous pouvez aider à l'améliorer ou bien discuter des problèmes sur sa page de discussion.
- Il peut contenir un travail inédit ou des déclarations non vérifiées. Vous pouvez l’améliorer en ajoutant des références. (Marqué depuis juin 2016)

Vous pouvez aider à l'améliorer ou bien discuter des problèmes sur sa page de discussion.
- Il doit être recyclé. La réorganisation et la clarification du contenu sont nécessaires. (Marqué depuis juin 2016)

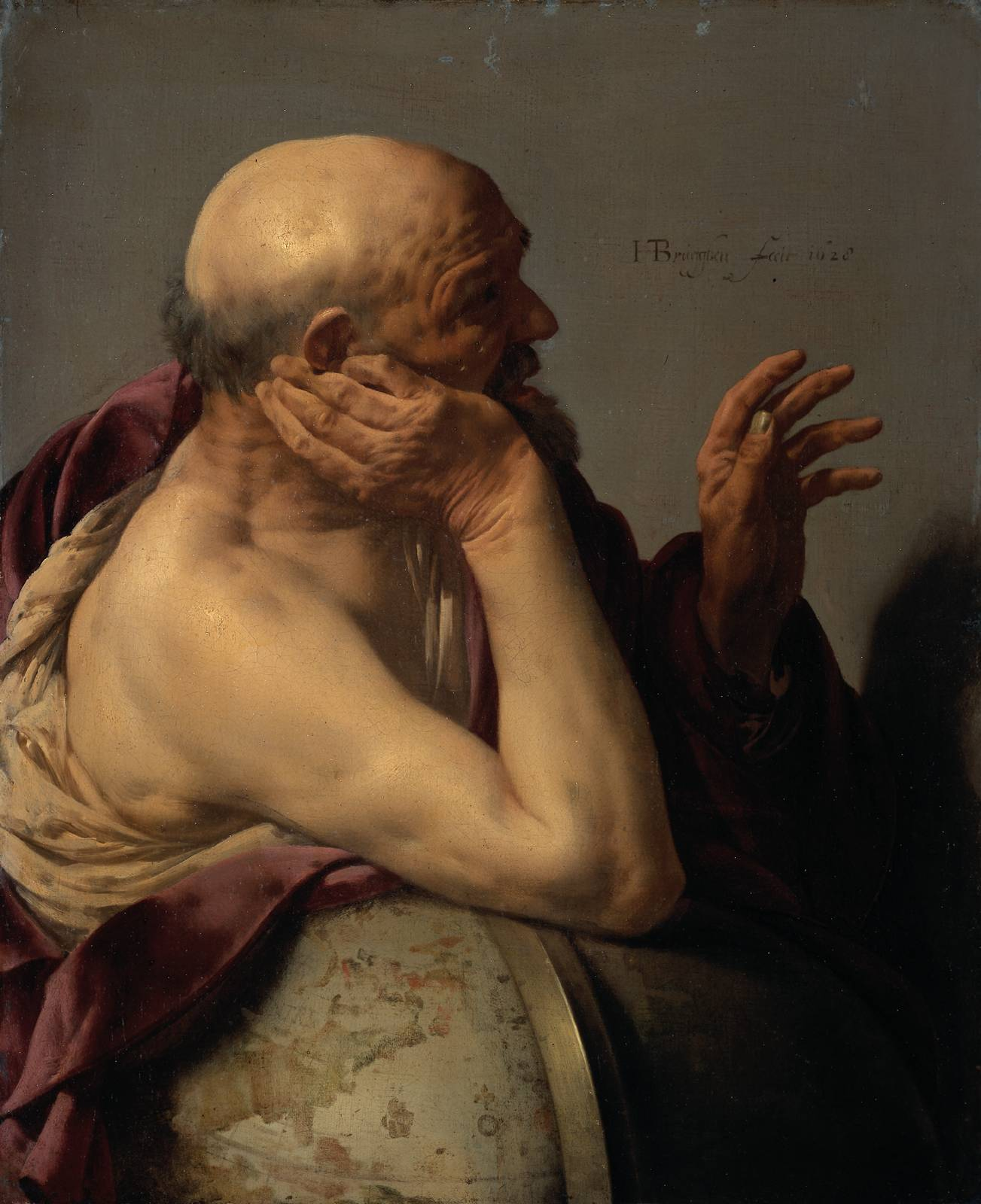
Héraclite, huile sur toile d'Hendrick ter Brugghen, 1628, Rijksmuseum (Amsterdam).

La poésie philosophique ou poésie de la pensée est un genre littéraire combinant poésie et philosophie. Les poèmes à contenu philosophique réconcilient deux types de productions littéraires souvent opposés sous l'angle de la rationalité. La poésie d'une part, produit fréquemment un discours irrationnel proche du mythe (du grec μῦθος (mȳthos) « récit, fable ») : elle vise surtout l'esthétique. Le terme « poésie » et ses dérivés viennent également du grec ancien ποίησις (poïèsis), dérivé de ποιεῖν (poïein) qui signifie « faire, créer » : le poète est donc un créateur, un inventeur de formes expressives. La philosophie d'autre part, produit un discours rationnel par l'intermédiaire du logos (du grec λόγος (logos), la parole). Le mot philosophie (littéralement : « l'amour de la sagesse ») désigne une activité et une discipline existant depuis l'Antiquité. Différents buts peuvent lui être attribués, de la recherche de la vérité, et de la méditation sur le bien et le beau, à celle du sens de la vie, et du bonheur, mais elle consiste plus largement dans l'exercice systématique de la pensée et de la réflexion. Ancrée dès ses origines dans le dialogue et le débat d'idées, la philosophie peut également se concevoir comme une activité d'analyse, de définition, de création ou de méditation sur des concepts.
Poésie et philosophie ont toujours entretenu des liens privilégiés. Les poètes et philosophes depuis Héraclite ont révélé, tant par leur interrogation à propos des êtres et de leur rapport au monde que par leur style souvent lapidaire et contradictoire, qu'il existe des ponts entre eux. Ils montrent donc par leurs travaux que poésie et philosophie sont complémentaires et inséparables. La poésie philosophique est ainsi le produit des deux : l'une, du côté du muthos, et l'autre, du côté du logos ; la poésie philosophique, « parole errante dans l'entre-deux », est entre ces pôles.

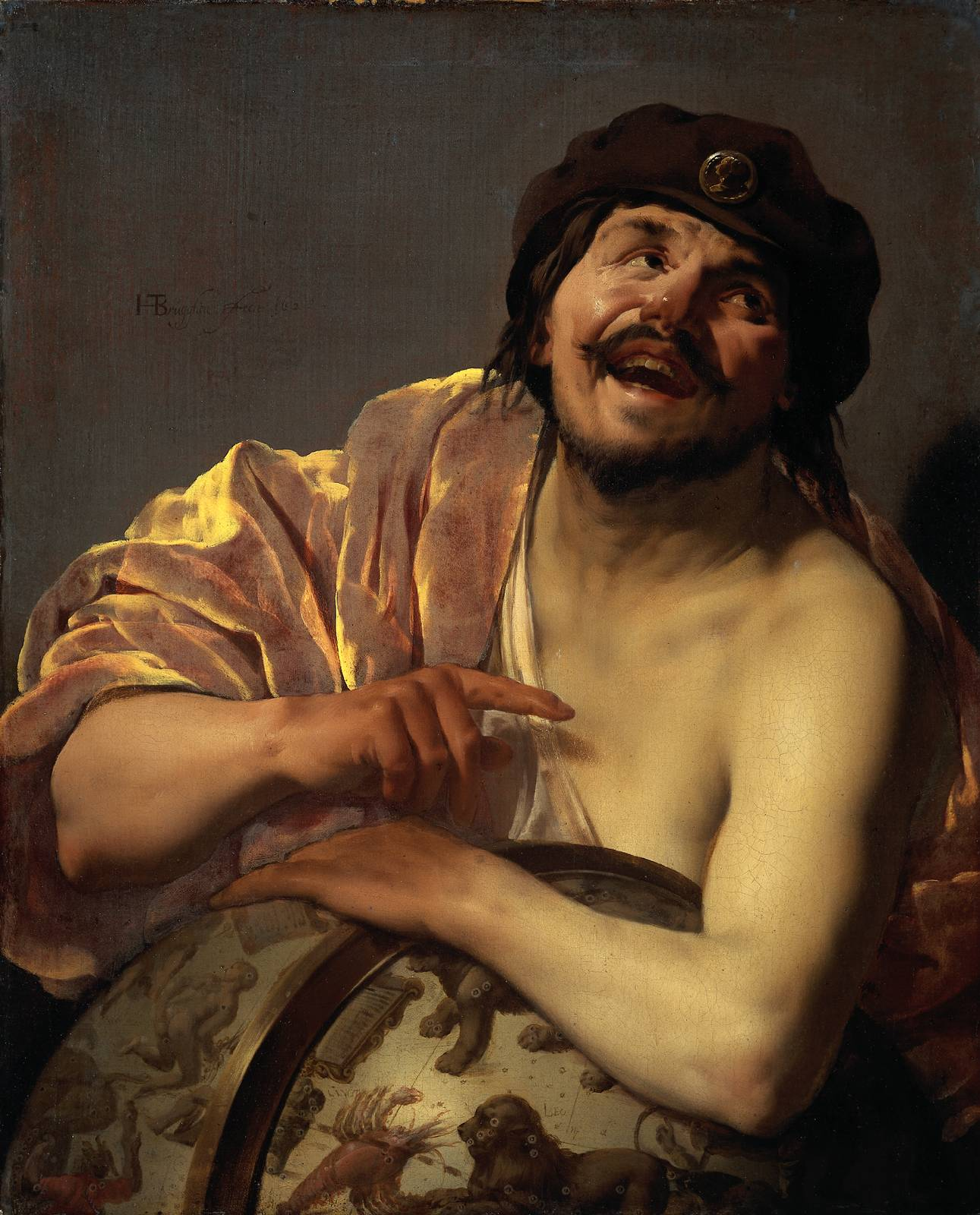
Démocrite riant, huile sur toile d'Hendrick ter Brugghen, 1628.

La poésie philosophique peut faire l'objet d'un aperçu chronologique prenant en considération à la fois les aires d'influences culturelles et les principaux courants philosophiques ayant marqué les différentes périodes de l'histoire humaine.

## Origines

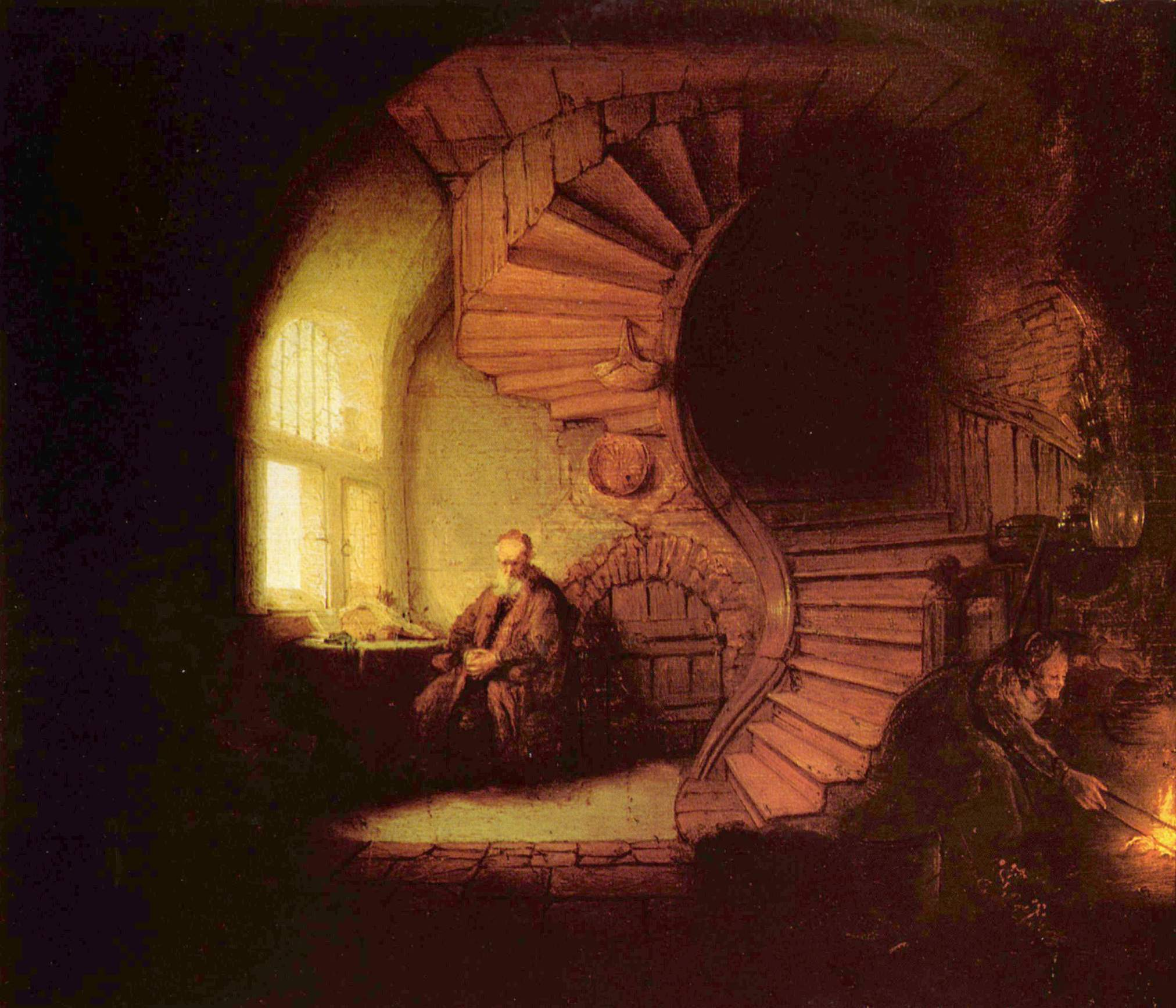
Le philosophe par Rembrandt.

Les origines de la poésie philosophique remontent à ceux que l’on nomme les présocratiques, penseurs qui dans la Grèce antique, ont participé aux origines de la philosophie et ont vécu du milieu du VIIe jusqu'au IVe siècle av. J.-C., c'est-à-dire pour la plupart avant Socrate. Parménide, Héraclite, Empédocle et Démocrite sont les plus représentatifs de ce courant où poésie et philosophie sont indissociables.
D'une part, vinrent d’autres penseurs, surtout Lucrèce avec De rerum natura où il nous montre que la « poésie est le lien, ou la médiation, entre religion et philosophie ». Ils choisissent le vers homérique, la scansion d'Hésiode ainsi du noble Horace dans les Odes, ou le fragment, mais aussi l’aphorisme ou la pointe, toute forme brève, lapidaire, pour exprimer leurs pensées.

### Confucius

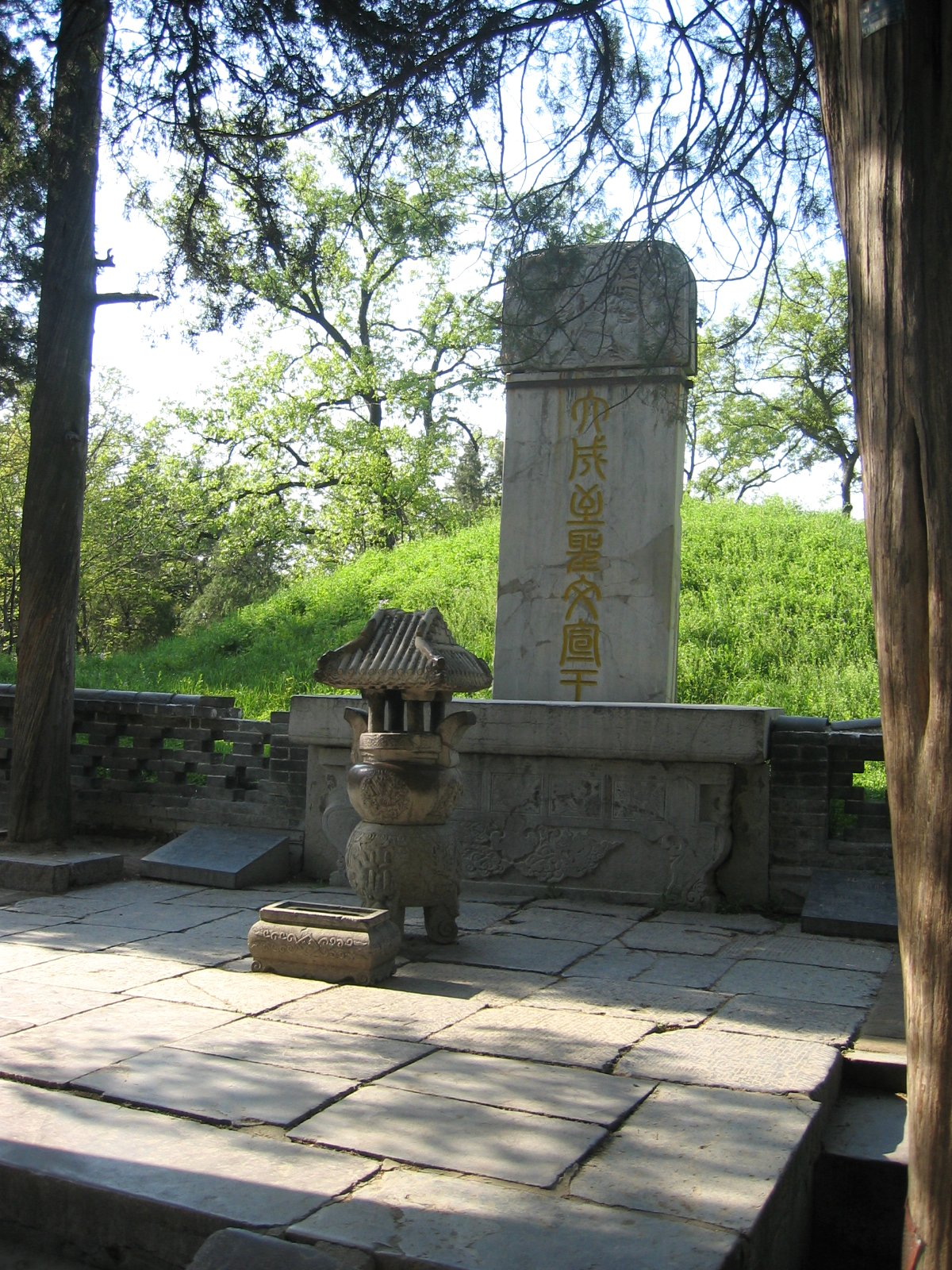
Tombe de Confucius, fondateur du Confucianisme.

D'autre part, sur le continent asiatique, est publiée l'œuvre du philosophe chinois Confucius (551-479 av. J.-C.), Les Annales des printemps et automnes.

« On trouve dans l'histoire chinoise une époque appelée Tch'ouen Ts'io (c'est-à-dire Printemps et Automnes), qui va de 722 à 481 av. J.-C.. Confucius, né à Lu et ministre du prince régnant en 497? écrivit en 481 cette œuvre, où il se propose de montrer la nécessité d'un gouvernement central puissant. Cet ouvrage est considéré comme l'un des Cinq Classiques chinois. Comme tous les livres de Confucius, le Tch'ouen ts'ieou est considéré comme un livre canonique. [...] Le style de l'œuvre est fort concis, de sorte qu'il serait difficile de comprendre sans le secours de commentaires et d'explications. [...] Sous chaque date, les notations sont très brèves, mais le Commentaire de Tsouo [Tsouo-tchouan] fournit une histoire beaucoup plus détaillée non seulement du royaume de Lou mais aussi des autres royaumes à la même époque avec, à la manière de Thucydide, une reconstitution des discours tenus par les hommes politiques. »

Ainsi naquit le confucianisme, Rújiā (儒家) « école des lettrés » puis Rúxué (儒学) « enseignement des lettrés » , qui est l'une des plus grandes écoles philosophiques, morales, politiques et dans une moindre mesure religieuses de Chine. Après avoir été confrontée aux écoles de pensée concurrentes pendant la période des Royaumes combattants et violemment combattue sous le règne de Qin Shi Huang, fondateur du premier empire, elle fut imposée par l'empereur Han Wudi (-156 ~-87) en tant que doctrine d'État, et l'est restée jusqu'à la fondation de la République de Chine en 1911. Elle a aussi pénétré au Viêt Nam, en Corée et au Japon où elle a été adaptée aux circonstances locales.

## DuIXeauXIIIesiècle
En Mésopotamie, Mansur al-Hallaj (858-922), au IXe et Xe siècles à Bagdad, est un mystique persan du soufisme. Il est un des piliers de la tradition persane du soufisme. Sa méditation spirituelle est à l’origine de la poésie philosophique persane,.
D'Al-Mutanabbi ([915-965), poète arabe, les poèmes tournent autour des louanges des rois, des descriptions de batailles, de la satire, de la sagesse et de sa philosophie de la vie que beaucoup d'hommes partagent avec lui.
Abu-l-Ala al-Maari (973-1057) écrit sa « longue méditation sur la vie, la mort, les religions, les sectes et la folie des hommes », son Épître du Pardon, ouvrage en vers et en prose où il « engage ainsi un dialogue des morts, tantôt sérieux et tantôt bouffon, où les discussions philologiques occupent une part importante. »
En Arménie, Grégoire de Narek (vers 950-1003), poète, philosophe et grand mystique, publie vers la fin de sa vie, en langue arménienne classique un long poème intitulé Livre des Lamentations, chef-d'œuvre de la poésie arménienne médiévale,.
En Perse, la poésie philosophique initiée au XIe siècle par Omar Khayyam (vers 1048-1131) devient religieuse chez les Persans, surtout avec Farid al-Din Attar (vers 1145-1229) au XIIe siècle et son « Langage (ou Cantique) des Oiseaux »,,. Le poète soufi Djalâl ad-Dîn Rûmî et son meilleur ami, Shams ed Dîn Tabrîzî prolongeront cet enseignement du soufisme par des distiques, jusqu’à Hafez de Chiraz, poète, philosophe et mystique persan.

## XIIIe–XIVesiècles

### Dante

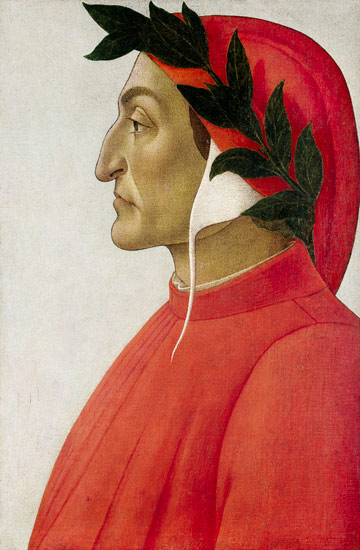
Portrait de Dante par Sandro Botticelli.

Dante Alighieri (1265-1321), poète et philosophe, avec la Divine Comédie fait le récit d’un véritable voyage initiatique. Au cours de son périple, Dante va rencontrer une centaine de personnalités, depuis les grandes figures mythiques de l'antiquité comme les philosophes, jusqu'aux personnalités locales contemporaines de Dante. La Comedia tient à la fois du parcours personnel et l'action se situe dans un univers métaphysique, du manuel théologique chrétien par sa description de l'au-delà, qui a valeur éthique et morale. C’est une longue et fondamentale réflexion sur la recherche d’une voie du salut spirituel, ici le salut éternel qui passe par la perte de Béatrice Portinari. Étienne Gilson écrit dans son livre Dante et la philosophie : « Dante dit s'être consolé par la philosophie d'avoir perdu Béatrice (1260-1290). » Selon la traductrice de Dante, Jacqueline Risset, « la Donna gentile, (qui) sera l'allégorie de la philosophie ; elle fait partie du "système légendaire" de Dante — système qui dérobe en même temps qu'il montre. »

### Pétrarque

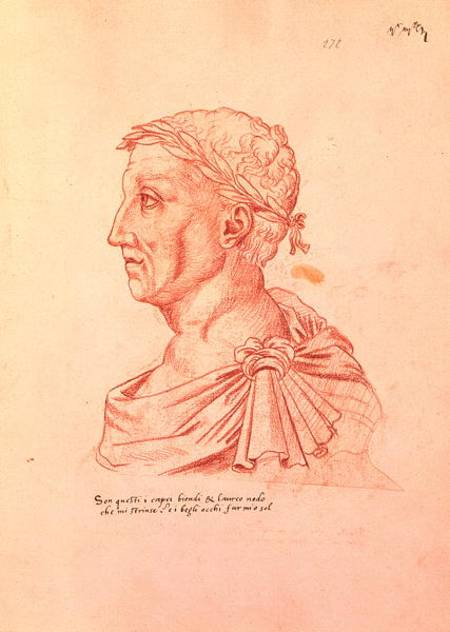
Pétrarque (sanguine de Jacques Le Boucq).

Moins d'un siècle plus tard, apparaît Pétrarque (1304-1374) avec le Canzoniere, recueil de 366 poèmes composés en italien par l'écrivain consacrés à son amour intemporel : Laure (1310-1348), que Pétrarque aurait aperçue le 6 avril 1327, dans l'église Sainte-Claire à Avignon.

« Ce qui intéresse Pétrarque, c'est la capacité de la femme à se faire harmonieux spectacle de la beauté physique et spirituelle venant s'inscrire dans le cadre de la nature avec ses harmonies d'eaux, de frondaisons, de fleurs, comme dans une belle toile de la Renaissance. Il importe peu que cela soit une évocation de la réalité filtrée par l'imagination plutôt que la réalité elle-même. Alors, parler du sentiment d'un poète qui représente ainsi sa dame, comme de l'amour au sens propre du mot, est pour le moins hors de propos. Mieux vaut parler de contemplation amoureuse. […] L'essence de l'art de Pétrarque réside dans la faculté de savoir réduire tout sentiment chanté qu'il soit doux triste ou douloureux, à une expression harmonieuse, et de le parer des fleurs de l'humanisme sans que se fasse jour la moindre dissonance. […] D'où l'extrême délicatesse avec laquelle il sait renfermer dans un vers, parfait sans être plastique, certains états d'âme, certaines impressions de paysages. Perfection dans la délicatesse, surtout si elle se voile de mélancolie, telle est la caractéristique formelle de Pétrarque. Alliée à une continuelle introspection, qui n'appartient pas seulement au Canzoniere, mais qui s'y fait plus variée et plus nuancée, elle explique la fortune de Pétrarque, son influence sur la poésie européenne. »

## XIVe–XVesiècles
Quatre poètes semblent avoir marqué, en Europe, ce siècle de leur poésie philosophique : Christine de Pizan (1363–1431), Charles d'Orléans (1394-1465), Jorge Manrique (1440 ? -1479), et surtout, François Villon (1431-1463 ?).

### Christine de Pizan

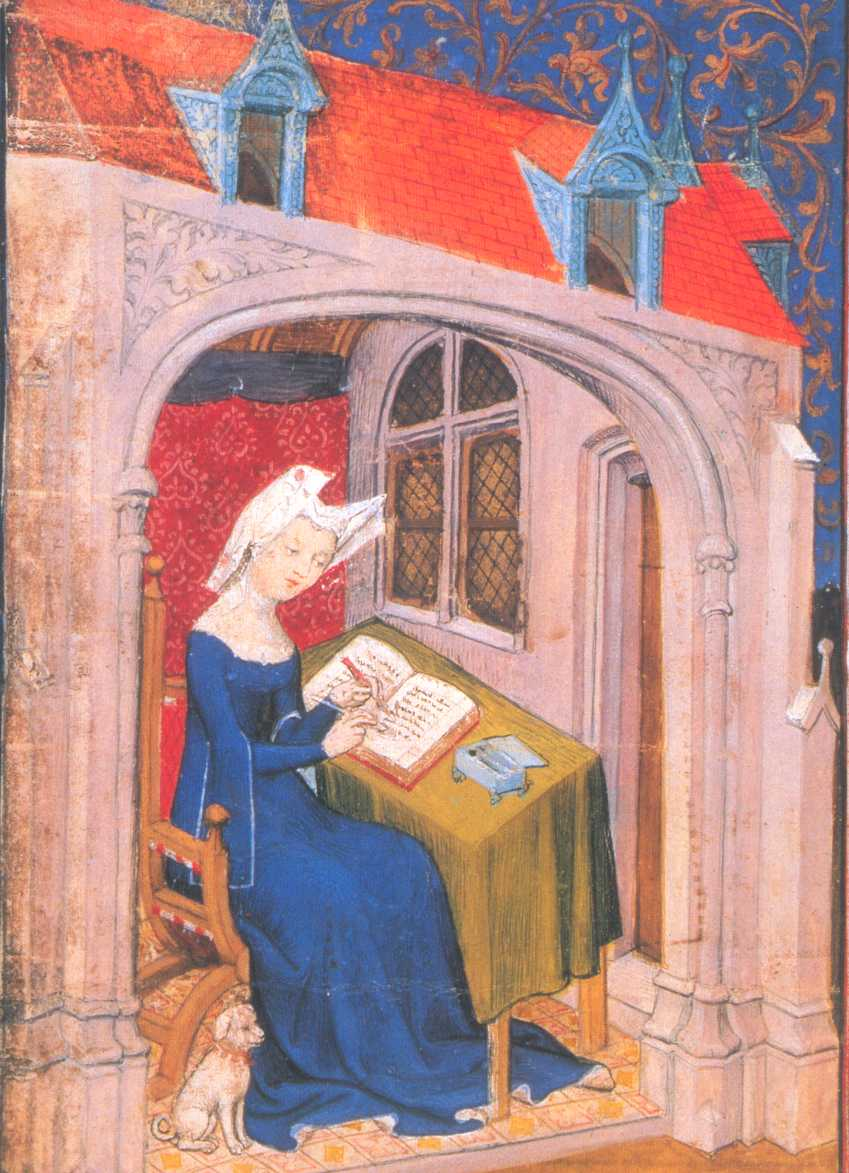
Christine de Pizan écrivant dans sa chambre (1407).

« Petite-fille de l'astrologue de Charles V (ce Pisani avait quitté exprès son Italie natale), Christine de Pisan est tôt accablée par le malheur : à vingt-cinq ans et avec la charge de trois enfants, Charles V, le protecteur de sa famille, étant mort, de même que son père et le mari qu'elle adorait, Christine se retrouve en butte aux injustices et à la pauvreté. Pourtant, par la fermeté de son caractère, et dans des temps fort troublés (la guerre de Cent Ans bat son plein), elle réussira ce qu'aucune femme, jamais, n'aura fait avant elle : vivre de sa production poétique. Extraordinairement cultivée, Christine de Pisan est un bourreau de travail et possède un talent poétique inné. Capable de jouer sur tous les tons, tous les registres et tous les styles, ingénieuse à la rime, sentant instinctivement le rythme, inventive et capable d'imaginer à la commande cent ballades sur des débats d'amants et d'amantes qu'elle ne connaît pas - mais toujours inspirée sur le fond par la perte irréparable de son propre amour et la douleur continue qu'elle en éprouva toute sa vie - Christine de Pisan passe des rires affectés aux larmes les plus sincères, des plaintes les plus intimes aux souffrances éprouvées par le royaume de France, avec un mélange de facilité et de force qui en fait le témoin de ces temps raffinés où, pourtant, l'angoisse, la peur et jusqu'à la terreur de l'histoire et du destin règnent en maîtres. »

— Michel Cazenave

### Charles d'Orléans

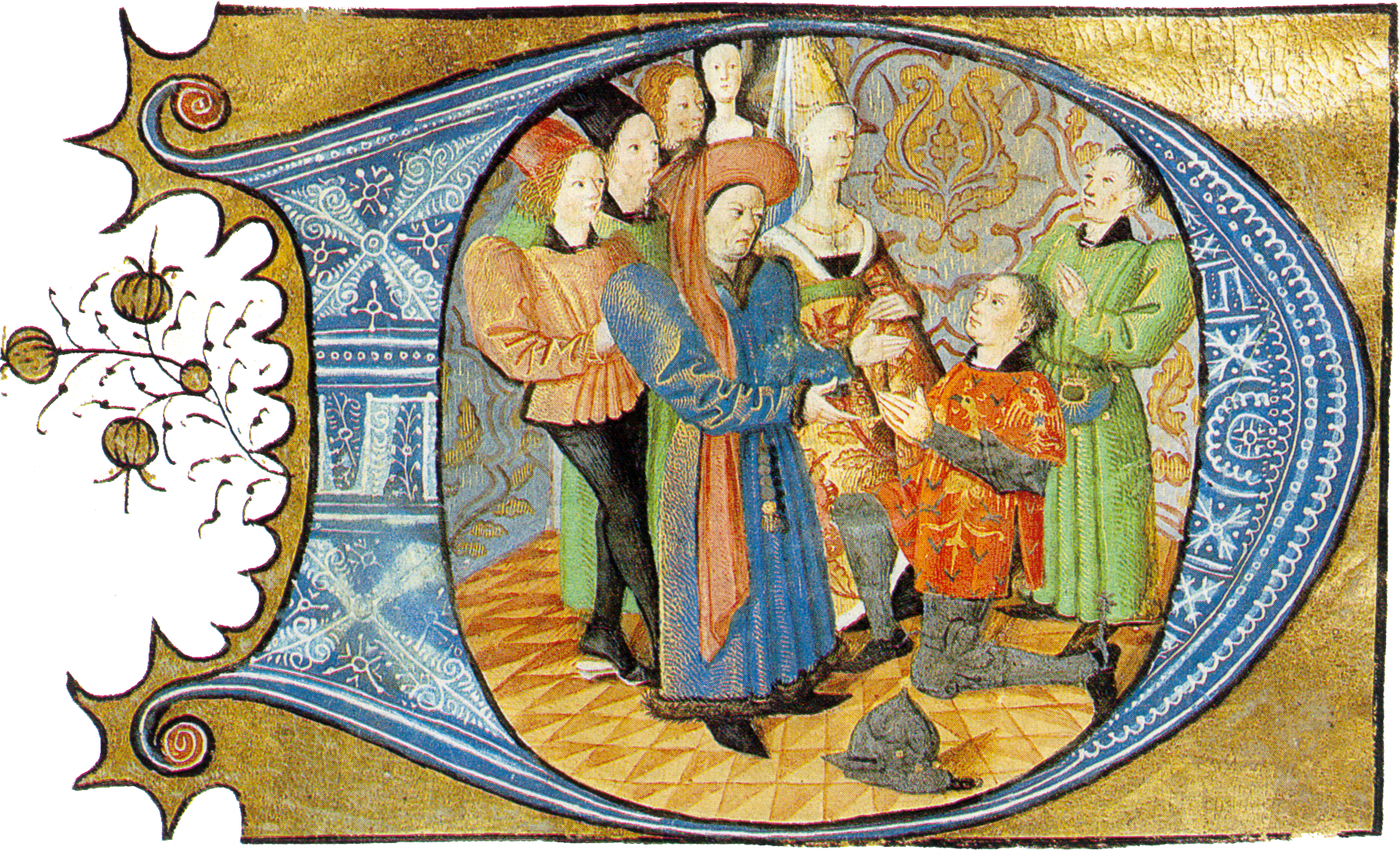
Charles d'Orléans reçoit l'hommage d'un vassal. Lettrine ornée, XVe siècle,
Paris, Archives nationales.

Dans l'Anthologie de la poésie de langue française, Michel Cazenave écrit : 

« [Toute l'œuvre de Charles d'Orléans] tourne autour des quelques thèmes privilégiés et récurrents que sont l'amour, le sentiment de la nature, la souffrance de l'exil - que ce soit l'exil réel qu'il a vécu ou cet exil plus subtil où l'on se perd dans la mélancolie. Auteur de ballades, de chansons, de rondeaux, il cisèle chacune de ses œuvres jusqu'à lui donner une apparente "évidence poétique" qui repose de fait sur un travail très rigoureux des rythmes et de la musicalité des mots. Ce serait déjà, presque, de l'art pour l'art, si n'étaient sans cesse naissantes sous sa plume une émotion contenue, une ironie dont il se sert comme d'une politesse du cœur, qui en font l'un des poètes les plus sensibles de la tradition française, dont la grave légèreté se traduit dans les raffinements de l'âme. »,

### Jorge Manrique

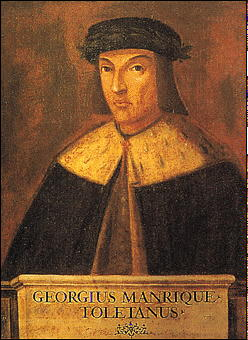
Portrait imaginaire de Jorge Manrique.

Jorge Manrique est un poète espagnol. Il est l'auteur des Stances sur la mort de son père (Coplas por la muerte de su padre), l'un des classiques de la littérature espagnole. Cette élégie se compose de quarante stances ou coplas, de quatre tercets chacune (deux octosyllabes et un vers tétrasyllabique où le rythme semble, comme par magie, se plier au cours même de la pensée.

« C'est à la lumière de la foi, une méditation sur nos fins dernières, dans laquelle l'âme angoissée se résigne peu à peu à la douleur. Nos vies, constate le poète, sont des rivières qui débouchent sur une mer, et cette mer, c'est la mort. [...] Il serait vain de chercher des sources à ces stances sur la mort d'un père : elles s'enchaînent, dans un ordre lucide, et le poète ne les a trouvées qu'en lui-même. »

Pour Jeanne Battesti-Pelegrin, 

« la formule, la subtile technique rhétorique qu'il y déploie, ne nous semble pas de nature différente de celle qu'il manie, avec naturel et brio, dans son poème majeur, tenu pour l'un des chefs-d'œuvre de la poésie espagnole : les Coplas... [...] L'exercice balisé de l'élégie funèbre - éloge du défunt, méditation sur la mort, consolation - est traité ici, dans une constellation de thèmes harmonieusement disposés, à partir de l'exhortation qui ouvre le poème, invitant toute la communauté humaine à la méditation sur la fugacité des choses de ce monde. [...] L'exemplarité de l'Ubi sunt s'allège, s'efface devant la profonde intuition de la temporalité, née de l'instinct de la fragilité, et de l'expérience vécue. L'éloge du mort y est une merveille rhétorique, combinant à la fois pudeur et hyperbole. L'habituelle théâtralisation de la Mort, ici, paradoxalement s'humanise. La sérénité de la résignation chrétienne de cet ars moriendi y a des accents d'une simplicité émouvante. L'ample strophe (douzain) d'octosyllabes et de son pie quebrado (vers de 4 syllabes à la fin de chaque tercet), communique au poème la musicalité familière à la lyrique amoureuse cancioneril et brise le carcan sévère des formes nobles, faisant de ce texte, qui fuit l'originalité, un poème inégalé dans les lettres espagnoles. »

### François Villon

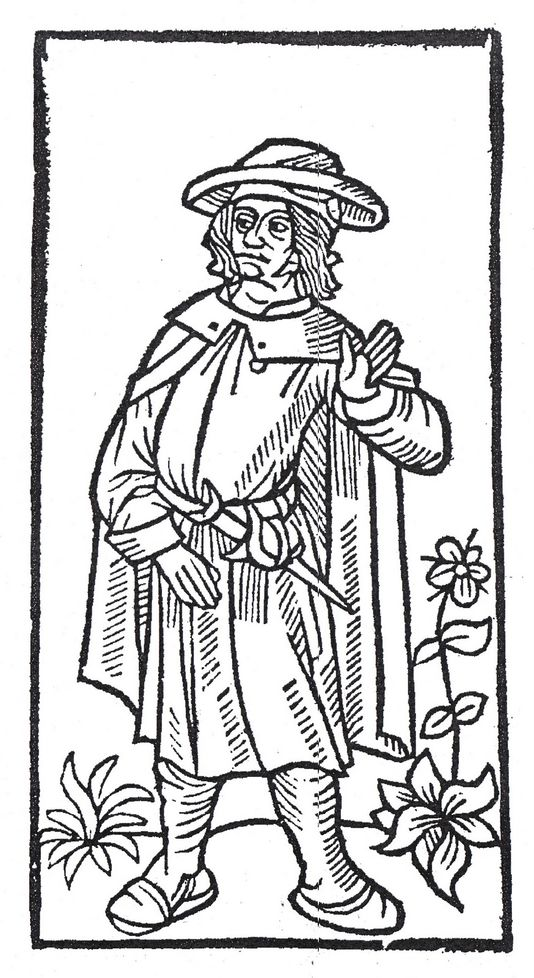
Image censée représenter François Villon dans la plus ancienne édition de ses œuvres (Pierre Levet, 1489).

François Villon, l'auteur du Testament, écrivait : 

« Je reconnais des mouches dans du lait, 

Je reconnais l'homme à sa robe, 

Je reconnais le beau temps du mauvais, 

Je reconnais sur le pommier la pomme, 

Je reconnais l'arbre à sa gomme, 

Je reconnais quand tout est semblable, 

Je reconnais qui travaille et qui chôme, 

Je connais tout sauf moi-même. »

« En dépit du peu d'œuvres conservées, Villon est considéré, depuis l'époque romantique, comme l'un des plus grands poètes français. [...] Ce qui fait sans doute la singularité de Villon est la combinaison de différents registres dans une même œuvre, ramassée pour l'époque, et la domination du tout par une persona dérisoire (le pauvre Villon, à la fois bon follastre, martyr d'amour et vieux singe déchu à l'existence ratée) qui remet sans cesse en cause le fondement du discours. [...] L'amour, la mort et la misère en mêlant le grave à l'ironique, et en combinant l'expression (apparemment) sérieuse et le registre grossier. Ces trois thèmes, et l'alternance contrastée des modes d'expression, dominent en effet l'œuvre entière. »

## XVIe–XVIIesiècles

### Michel-Ange

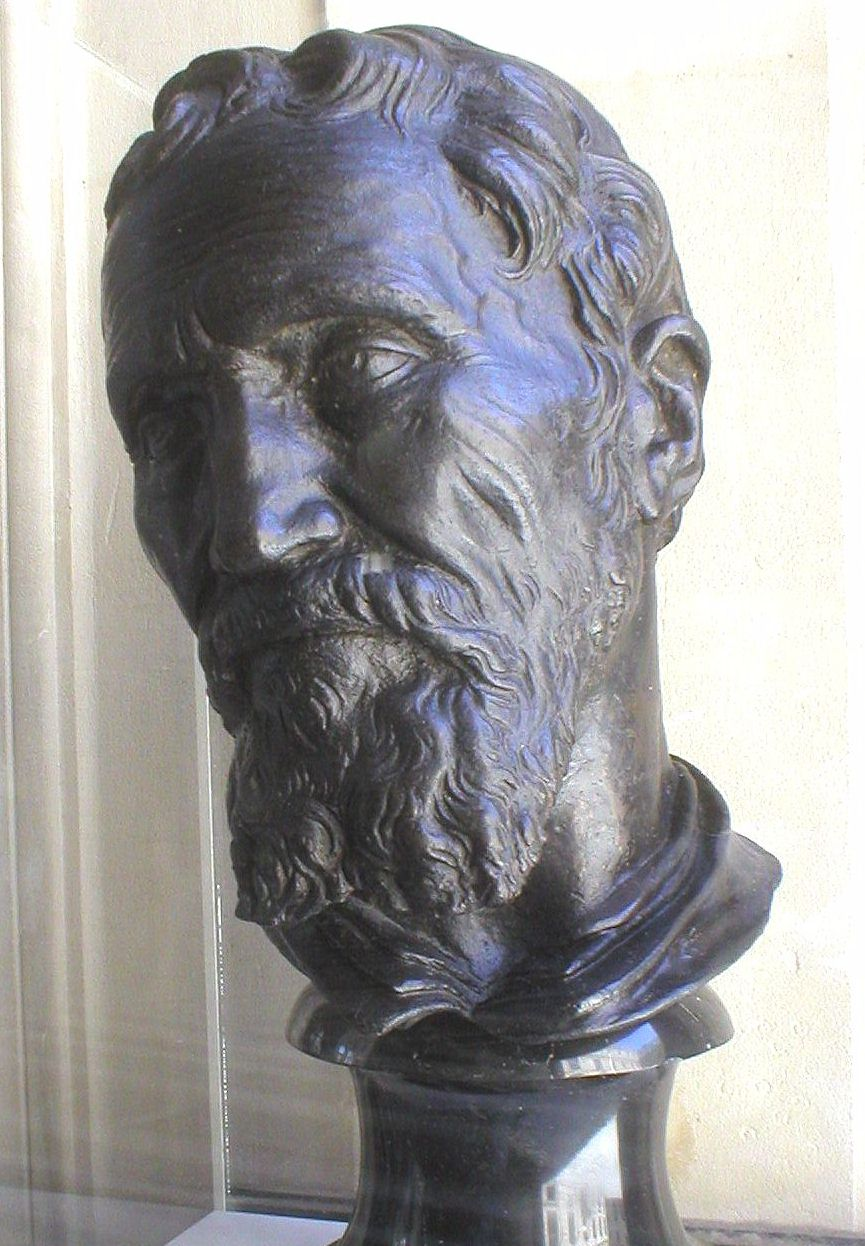
Buste de Michel-Ange par Daniele da Volterra, Louvre.

En Italie, Michel-Ange, la trentaine en mars 1505, après avoir réalisé la Pietà de St Pierre et son David géant, se consacre à l'étude des poètes et des orateurs, et se met à la composition des Sonnets, délaissant pour quelque temps la sculpture. À partir de cette date, la poésie l'accompagne fidèlement tout au long de sa vie jusque dans son grand âge ; le verbe subtil devient confident au besoin des états d'âme du plus tourmenté des hommes.

« Michel-Ange, avec ce cœur de soufre et cette chair d'étoupe qu'il s'attribue lui-même au début d'un sonnet où il voudrait rendre son Créateur responsable de sa tendance à prendre feu, était - combien de fois le répète-t-il avec douleur dans ses poèmes pénitentiels un homme de péché, de lourds péchés habituels, et nul doute qu'il entendît par là en premier lieu les faiblesses de la chair. »

— Pierre Leyris
Il nous laisse ainsi trois cents poèmes, les Rime. Rainer Maria Rilke et Thomas Mann les admirent sans réserve.

### Auteurs français
« [En France, au XVIe siècle,] on peut dire qu'avec Jean de Sponde, qui anima le genre d'un souffle philosophique (cf. Sonnets et autres poésies), Louise Labé a rénové le sonnet en France. Par là, elle renouait avec la tradition classique, restée si vivace en Italie, par exemple, et se rattachait à ce vaste courant poétique qui remonte jusqu'aux Odes de Sappho. »

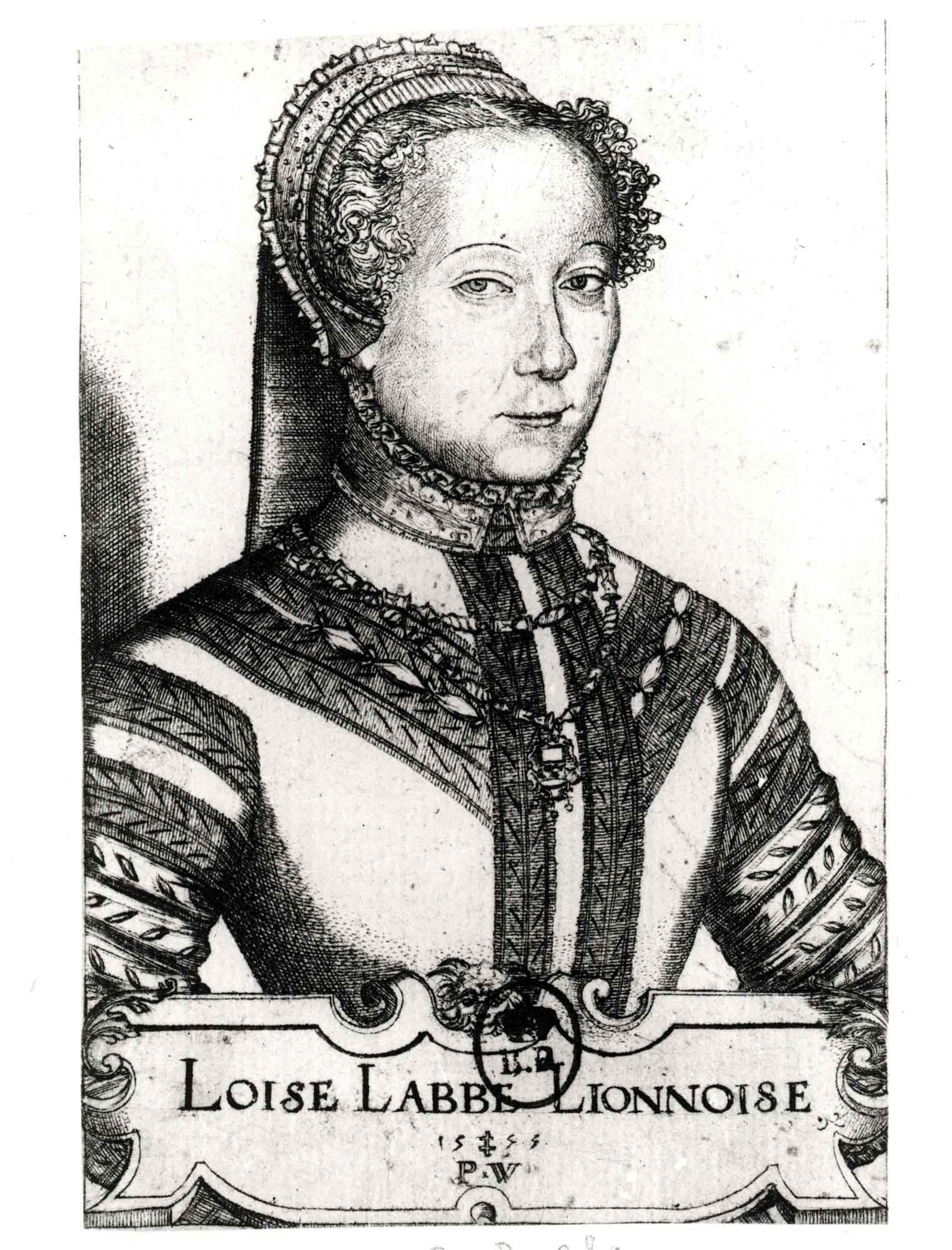
Louise Labé, portrait gravé par Pierre Woeiriot (1555), BNF.

Au XVIe siècle les prises de position religieuse au milieu des conflits de la seconde moitié du siècle se retrouvent dans des poèmes aux accents graves, à la fois tragiques et épiques comme dans les Hymnes (1555-1556), Discours sur les misères de ce temps (1562), ou La Franciade (1572), les œuvres de Ronsard, le partisan catholique ou Les Tragiques du poète protestant Théodore Agrippa d'Aubigné (1552-1630).
Du Bellay, l'auteur de Défense et illustration de la langue française où il expose les idées des poètes de la Pléiade, publie en 1558 Les Regrets, un recueil de poèmes écrit pendant son voyage à Rome de 1553 à 1557. Cet ouvrage comprend 191 sonnets, tous en alexandrins. Le choix de ce mètre, plutôt que du décasyllabe, constitue une nouveauté. Contrairement au modèle pétrarquiste, le thème principal n'est pas l'amour d'une femme mais celui du pays natal.

### Angelus Silesius
Poète et penseur de Silésie, Johannes Scheffler dit Angelus Silesius va publier en 1675 un livre capital pour la poésie philosophique, Le Pèlerin chérubinique (Cherubinischer Wandersmann). Il y écrit ce célèbre distique « Sans pourquoi » :

« La rose est sans pourquoi ; elle fleurit parce qu'elle fleurit,

N'a garde à sa beauté, ne cherche pas si on la voit. »

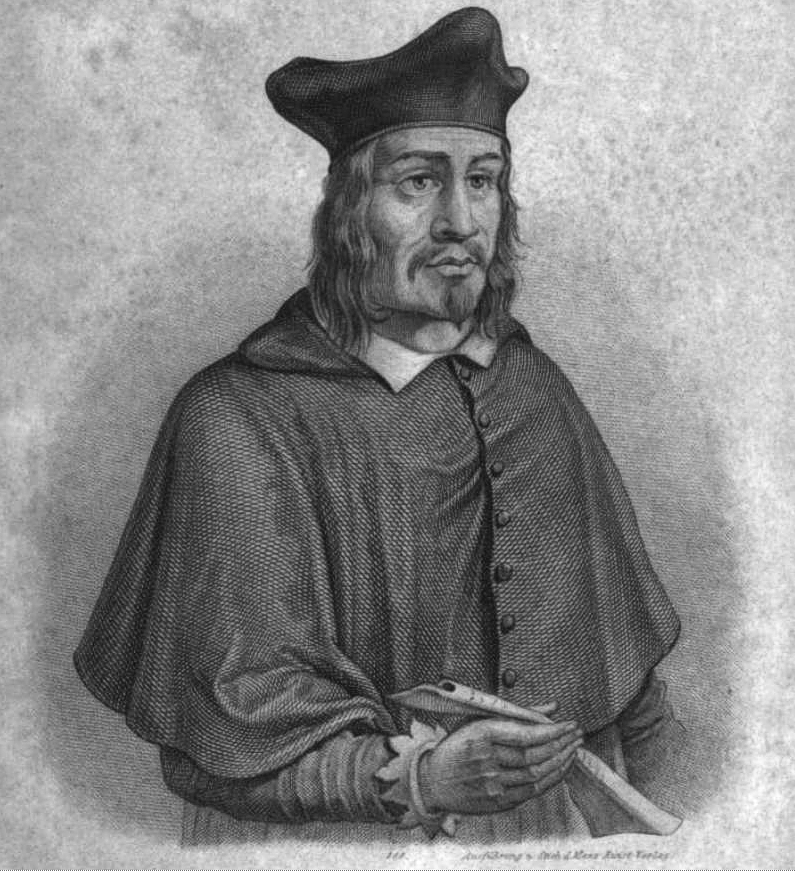
Portrait d'Angelus Silesius.

D'après le Nouveau Dictionnaire des Œuvres :

« Il s'agit de distiques d'inspiration religieuse, dont les plus importants au point de vue poétique ont été écrits avant sa conversion. Chacun de ces distiques renferme une pensée. [...] Pour que l'âme atteigne ces sommets, il lui faut être d'or fin, rigide comme pierre, limpide comme cristal. [...] Angelus Silesius n'est pas un philosophe, mais un mystique et surtout un poète. Sa pensée se rattache à la grande tradition de Maître Eckhart, des Sermons de Tauler et des autres mystiques du XIVe siècle, à travers Abraham von Franckenberg et Weigel (théologiens mystiques de la fin du XVIe siècle), enfin et surtout à Böhme dont il connut les œuvres en Hollande. Le quiétisme de ses premiers livres eut une influence sur les compositions d'inspiration orientale de Rückert et offrit des pensées et des images à la philosophie de Schopenhauer, qui considérait son œuvre comme merveilleuse et d'une insondable profondeur. »

Pour son traducteur en langue française, Roger Munier, « depuis quelque trois siècles, de Leibniz à Heidegger, en passant par Hegel et Schopenhauer, l'écho de son œuvre sur la pensée profane n'a cessé de s'amplifier. Toute approche religieuse est partie intégrante de la recherche humaine. Elle projette souvent sur l'essence de l'homme une lumière incomparable. »

### William Shakespeare

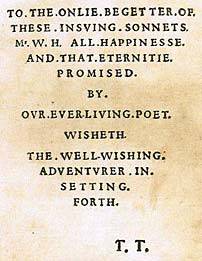
La page de dédicace des Sonnets.

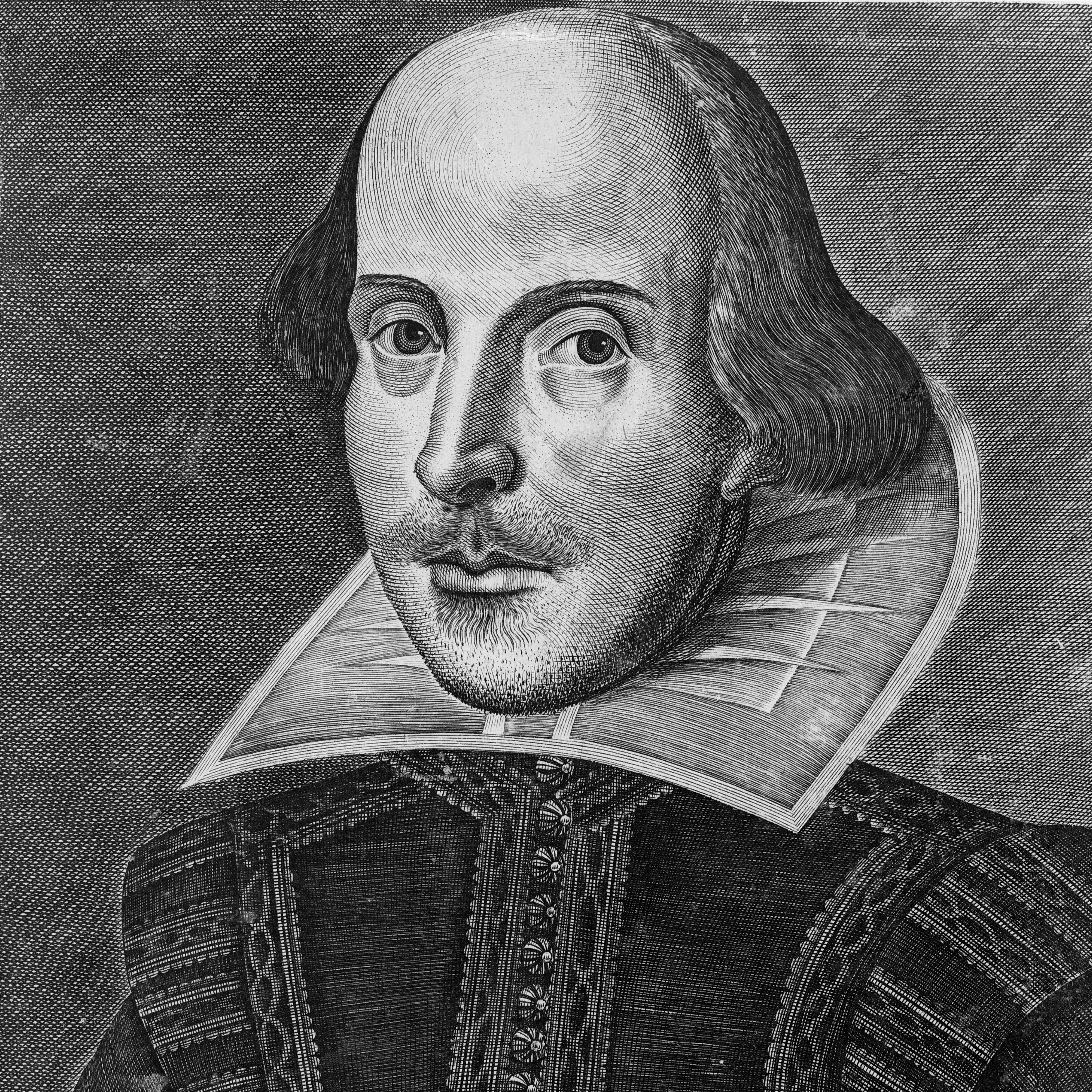
Unique portrait reconnu de William Shakespeare.

Les Sonnets de Shakespeare, écrits entre 1593 et 1596, ne furent publiés qu'en 1609. Dédicacés par l'éditeur Thomas Thorpe, non pas à une femme, mais à un homme : un certain Mr. W. H., avec la mention the onlie begetter of these insuing sonnets. "Begetter" pourrait donc signifier "procureur", aussi bien qu'inspirateur. Ils révèlent un Shakespeare bien différent de celui qui triompha de la scène élisabéthaine, et jettent un sombre éclairage annonciateur d'Hamlet, sur la vie privée du poète, bien plus que les chefs-d'œuvre de son théâtre. Pour William Wordsworth, on peut voir en eux « la clé même avec laquelle Shakespeare nous a ouvert son cœur ». Avec un mouvement dramatique inégalé dans toute la poésie élisabéthaine, ce qui frappe et captive à la fois le lecteur d'aujourd'hui, c'est la lucidité du poète et la précision de ses analyses. Ses accents sont proches de nous par leur manière de voir et de sentir. Même quand il use des finesses et des concepts qui, par la suite, devaient être de mode chez les poètes métaphysiques de l'école de John Donne.
Selon S. Dorangeon, 

« insolites, dérangeants dans ce contexte d'hyperbolisation de figures féminines, parce que destinés non pas à une jeune femme, mais à un jeune homme ouvertement désigné comme objet de passion. [...] Rimes, allitérations, assonances, systèmes d'échos, rythmes variés, parfaitement maîtrisés : la magie des sons intervient pour que le lecteur donne son adhésion complète à la rhétorique du reproche ou de la persuasion tissée autour de l'ami, imprévisible, insaisissable. Notons finalement que Shakespeare met en œuvre dans ses Sonnets une métrique différente de celle qu'imposa Pétrarque. [...] Cette structure est si bien adaptée à la démarche dialectique propre à l'auteur, qu'oubliant les prédécesseurs, les historiens de la littérature tendent à utiliser l'appellation Shakespearean sonnet pour tout sonnet ainsi conçu. »

### La Fontaine
On ne peut oublier ici de mentionner les Fables de La Fontaine, ce travail de réécriture des fables d’Ésope (par exemple La Cigale et la Fourmi), de Phèdre, d'Abstémius, mais aussi de textes d'Horace, de Tite-Live (« les Membres et l’estomac »), de lettres apocryphes d’Hippocrate (« Démocrite et les Abdéritains »), et de bien d'autres encore, elles constituent une somme de la culture classique latine et grecque, et s’ouvrent même dans le second recueil à la tradition indienne.

### Bashō Matsuo
Bashō Matsuo (松尾 芭蕉, Matsuo Bashō), plus connu sous son seul prénom de plume Bashō (芭蕉, signifiant « Le Bananier »), est un poète japonais du XVIIe siècle (début de la période Edo). De son vrai nom Kinsaku Matsuo (enfant) puis Munefusa Matsuo (adulte), il est né en 1644 à Iga-Ueno et mort le 28 novembre 1694 à Ōsaka. Il est considéré comme l'un des quatre maîtres classiques du haïkaï japonais ou hokku (Bashō, Buson, Issa, Shiki).
« Auteur d'environ 2 000 haïkus, Bashō rompt avec les formes de comique vulgaire du haïkaï-renga du XVIe siècle de Sōkan en proposant un type de baroque qui fonde le genre au XVIIe siècle en détournant ses conventions de base pour en faire une poésie plus subtile qui crée l'émotion par ce que suggère le contraste ambigu ou spectaculaire d'éléments naturels simples opposés ou juxtaposés :

« En chemin, fiévreux
 
sur les plaines brûlées

errant, je rêve. »
— no 353, p. 92.Grand observateur des hommes et de la nature, il a laissé derrière lui ses notes et ses journaux de voyage. Il a fait part de ses rencontres avec un art empli de succulentes nuances et de miraculeuse sobriété.
« Braises sous la cendre,
 
sur le mur

l'ombre de l'hôte. »
— no 353, p. 93.

Moderne à chaque siècle, cet homme a manifesté de son vivant tant de compréhension vis-à-vis de la nature et des hommes, dans un monde baigné de correspondances qu'il méritera toujours un très grand respect. Entre le fluant (ryuko) et l'invariant (fueki), — La Sente étroite du Bout-du-monde demeure un livre sans âge. Ce qui semble nous toucher plus encore aujourd'hui est sa noble compassion toute retenue pour le monde, sa riche méditation sur la précarité de la vie, ainsi que la grande fraternité de sa silencieuse et secrète vision »
— Serge Venturini

### Auteurs britanniques
En Grande-Bretagne, au XVIIe siècle, c'est principalement avec John Donne et les poètes métaphysiques (Metaphysical poets en anglais), ceux de la première moitié du siècle, qui par ailleurs partagent le même intérêt pour les grandes questions métaphysiques et ont la même manière de les traiter que cette forme de poésie se révèle.[pas clair] Leurs poèmes rigoureux et énergiques font davantage appel à l'intellect du lecteur plutôt qu'à ses émotions, rejetant ainsi l’intuition ou le mysticisme au profit d’un discours rationalisé.
Ces poètes métaphysiques anglais du XVIIe siècle sont remis au goût du jour par le poète, dramaturge, et critique moderniste anglo-américain (Prix Nobel de littérature en 1948), Thomas Stearns Eliot, qui voit dans cette poésie érudite et brillante un moment où la « dissociation de la sensibilité », qui allait être la ligne de partage de la modernité, ne s'était pas encore opérée.

## XVIIIesiècle

### William Blake

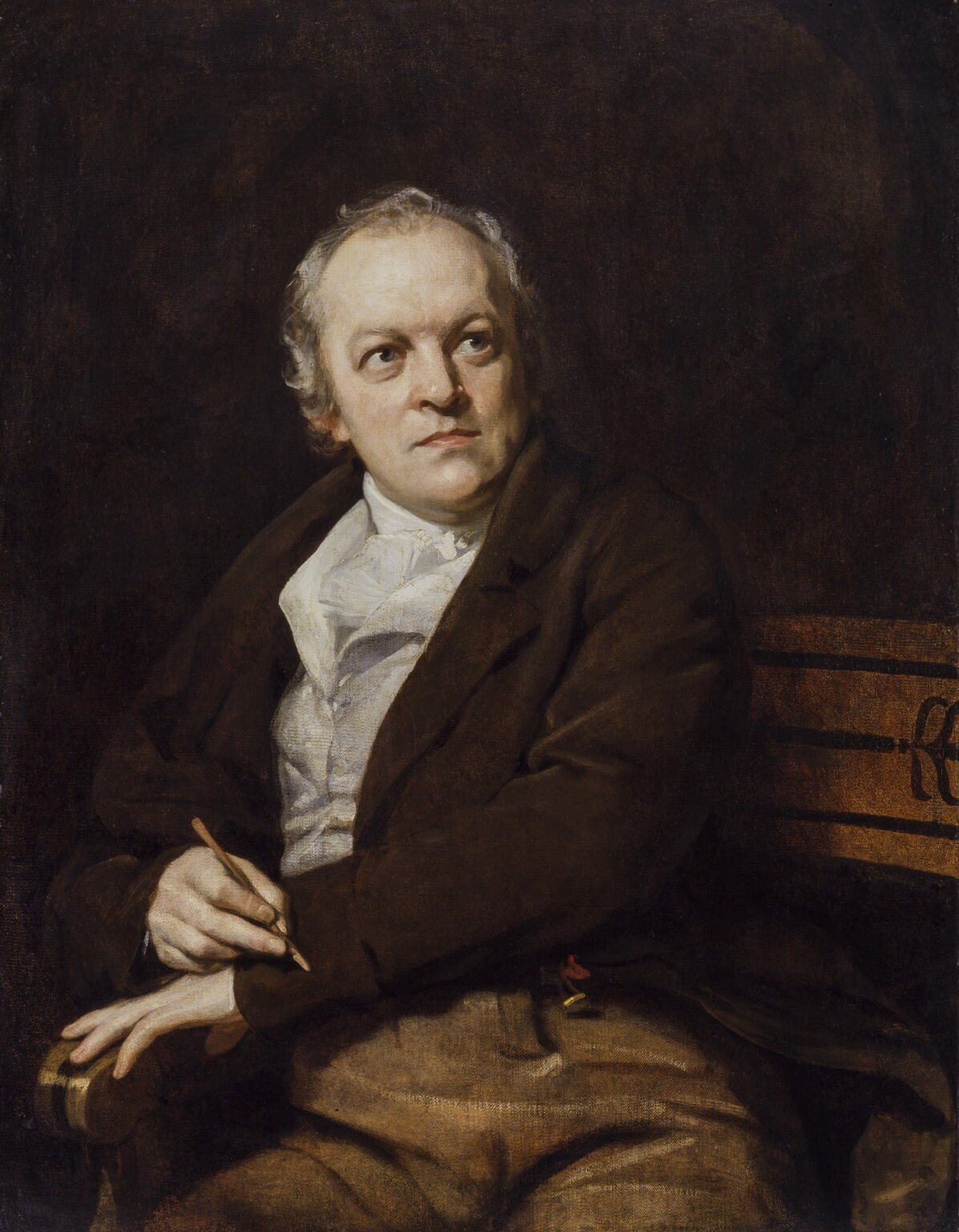
Portrait de William Blake.

Le Mariage du Ciel et de l'Enfer (The Marriage of Heaven and Hell) est un recueil de proverbes qui paraît en 1793. Il est surtout célèbre grâce aux proverbes (ou aphorismes) de l'Enfer qu'il contient.
« Blake est le romantisme absolu », écrit Jacques Darras dans sa préface, en pleine période révolutionnaire, demeure inactuel, par la force prosodique et poétique de sa poésie philosophique qui ouvre les Portes de la Perception. « La vraie révolution est là, celle des frontières, celle des limites dont nous sommes à nous-mêmes les auteurs », lecture renaissante à chaque génération de lecteurs qui refondent cette œuvre, déplaçant à leur tour, bornes et frontières vers la révolution des consciences, pour la levée de toutes les barrières humaines, de l'intérieur de la conscience jusqu'aux frontières du divin, tutoyant ainsi anges et démons jusqu'à l'inaudible. « Le texte axial de l'œuvre du poète », selon Jacques Darras.

### Voltaire

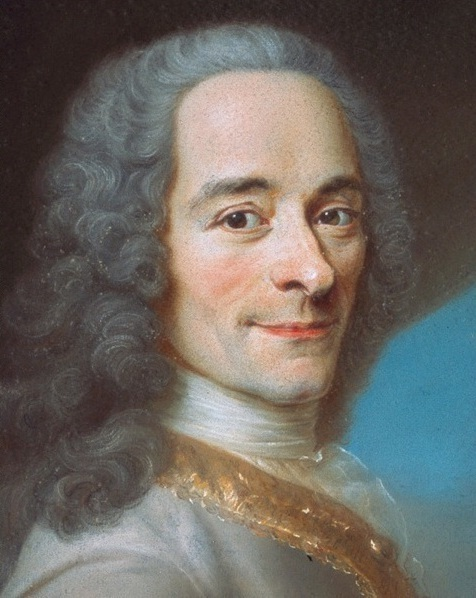
Portrait de Voltaire d'après Maurice Quentin de La Tour.

Au XVIIIe siècle, la poésie de Voltaire est un mode d’écriture naturel depuis l’enfance. Il manie l’alexandrin comme nul autre en son temps. Longtemps il sera pour ses contemporains l’auteur de La Henriade (1718) que Beaumarchais place au même niveau que l’Iliade, mais elle est rejetée dans l’oubli par le Romantisme. La Pucelle d’Orléans, Le Mondain ainsi que le Poème sur le désastre de Lisbonne, font de Voltaire un poète de la gaîté et du sourire, à la verve inventive, inspiré souvent par l’esprit satirique.

### Schiller

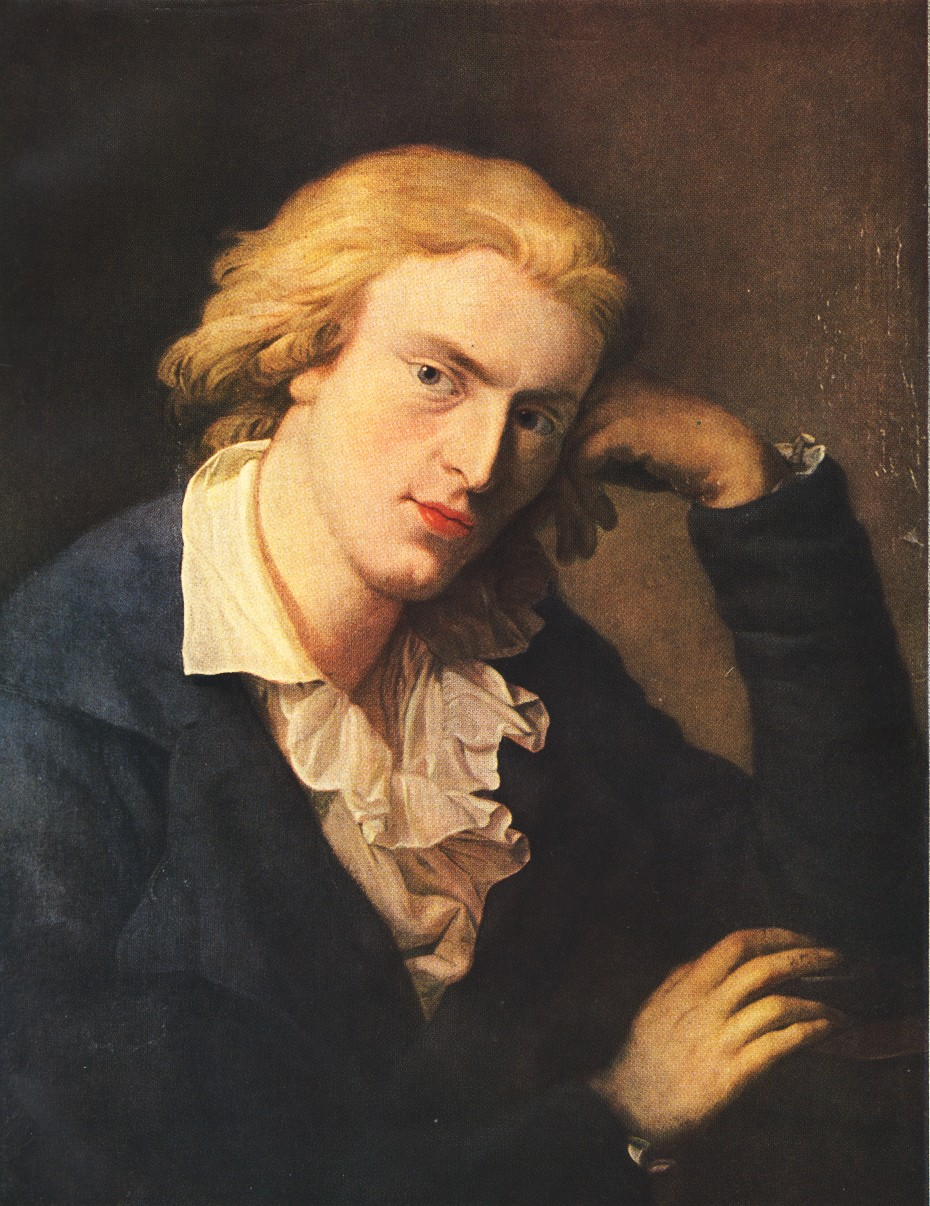
Portrait de Schiller par Anton Graff (1785).

1785 et 1794 sont deux années qui marquent les poésies de Schiller, poète et écrivain allemand ; ce sont les dates de ses rencontres avec Christian Gottfried Körner et le début de son amitié avec Goethe.

« Poète sentimental par excellence, il s'efforça constamment d'imposer au pathos impétueux de ses effusions juvéniles la maîtrise de l'expression et du sentiment, souci qui trouvera son expression achevée dans les poèmes philosophiques et le genre lyrique le plus proche du drame, la ballade. [...] La forme préférée de Schiller dans ses poèmes philosophiques est le mètre classique. [...] Mais dans ses derniers poèmes philosophiques, Schiller renonça au mètre classique pour adopter une strophe de chanson plus simple et plus musicale. [...] Toutefois, c'est avec Le Chant de la cloche que la poésie philosophique de Schiller atteint sa plus haute expression : sa structure polyphonique, cette œuvre est peut-être le plus grandiose monument à la langue allemande ; c'est en tout cas le chef-d'œuvre de Schiller. »

## XIXesiècle

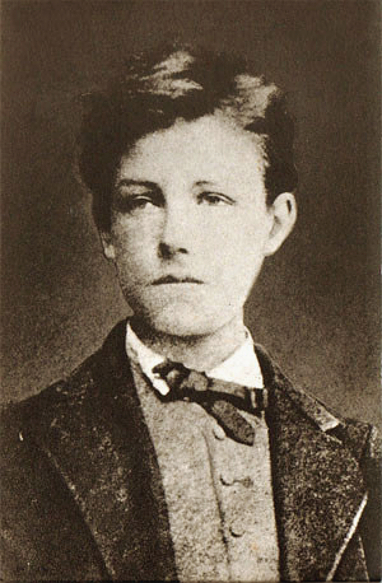
Portrait d'Arthur Rimbaud.

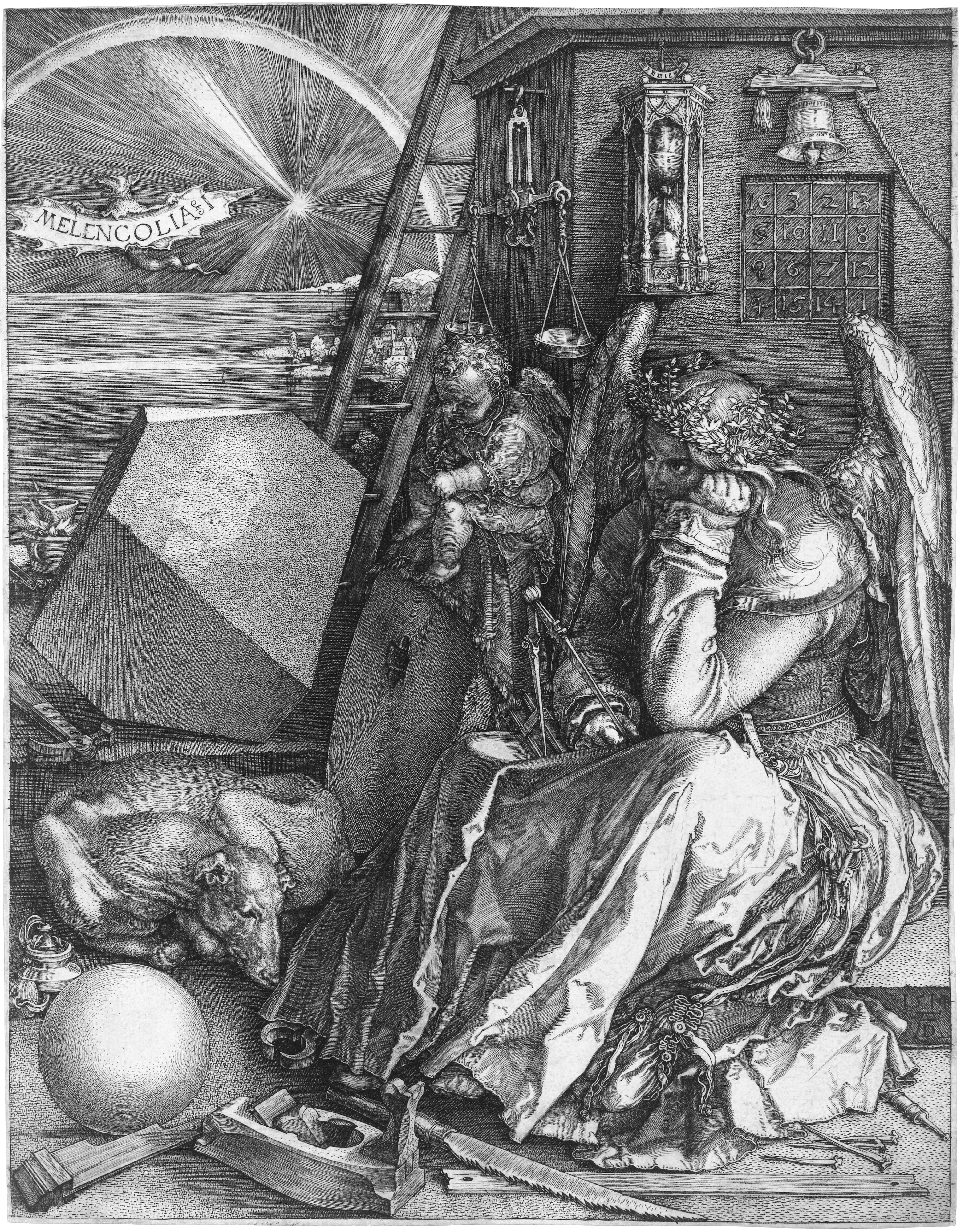
Melencolia I, gravure d'Albrecht Dürer (1514).

En 1843, Alfred de Vigny publie son poème apologue, La Mort du loup qui fait partie du recueil Les Destinées. Alphonse de Lamartine a lui aussi précédé cette orientation avec les Méditations poétiques.
En 1854, l'auteur des livres Les Chimères et Les Filles du feu, Gérard de Nerval qui avait écrit de façon prémonitoire Je suis l'autre, note : 

« Quoi qu'on puisse dire philosophiquement, nous tenons au sol par bien des liens. On n'emporte pas les cendres de ses pères à la semelle de ses souliers, et le plus pauvre garde quelque part un souvenir sacré qui lui rappelle ceux qui l'on aimé. Religion ou philosophie, tout indique à l'homme le culte éternel des souvenirs. »

### Walt Whitman
En 1855 paraît aux États-Unis le recueil de poèmes Feuilles d'herbe (Leaves of Grass) de l'écrivain américain Walt Whitman dont sept éditions successives parurent de 1855 à 1892. La première ne contenait que douze poèmes ; la dernière, qu'il publia à quelques jours de sa mort, en comptait 411.
Selon Jacques Darras dans sa présentation du volume dans la NRF, Whitman, l'homme de Camden, est le « poète d'« elusiveness » (l'insaisissable fugacité) qu'il s'attribue à lui-même ». « Whitman croit à l'intégrité de l'incarnation. C'est le fond solide de sa philosophie. Il croit à l'incarnation jusque dans les moindres détails de son corps, [...] Marcher d'abord, réfléchir ensuite, la poésie whitmanienne prend une longueur d'avance sur la philosophie. Par naïveté ? Non, par érotisation générale du monde y compris de la mort ! » écrit Darras, citant Whitman : « Et toi Cadavre tu fais un bon fumier, ça ne me choque pas, / Parfum que ces grandes roses blanches à l'odeur sucrée, / Ma main touche au lèvres feuilles, ma main épouse la lissité ronde de pomme de ces seins. » Darras note : « Lecteur des romantiques allemands, comme de Carlyle et de Coleridge, le philosophe américain adapte la philosophie de la Nature - Schelling surtout - au paysage américain. Indépendance (self-reliance) constitue le maître mot de sa philosophie. »
Quant au style de Whitman, selon C. Fillard :

« Sans rime ni mètre, le verset whitmanien obéit à un rythme comparable aux cadences bibliques ou aux vagues de la mer. Ses catalogues et leur défilé kaléidoscopique offrent en spectacle l'inadéquation du langage ainsi révélée par un poète en quête d'indicible et se sachant condamné à l'échec tout en rêvant d'un monde où nommer serait créer. Les « feuilles » de son herbe sont celles du papier où il se regarde écrire. Elles offrent au lecteur les multiples facettes d'un sens toujours à venir, d'un texte qu'il est invité à produire à partir d'une œuvre fluide qui ne s'impose pas comme modèle mais le propose comme ouverture et comme voie. Son rendez-vous manqué avec son siècle fut le prix à payer pour une inépuisable modernité. »

### Victor Hugo
Victor Hugo écrit à son tour une poésie philosophique qui balaye tout le spectre littéraire de son temps. Dans sa manière de voir unique, il note : « L'homme qui ne médite pas vit dans l'aveuglement, l'homme qui médite vit dans l'obscurité. Nous n'avons que le choix du noir. » Avant d'écrire, quelques lignes plus loin, « le poète philosophe parce qu'il imagine ». « Le poète, ajoute-t-il, rend ce service à votre esprit. Un génie est un promontoire dans l'infini. »  
Il ouvre ainsi les portes au Charles Baudelaire de Fusées et à l’Arthur Rimbaud d'Une Saison en enfer et surtout celui des Illuminations qui suivent cette mouvance, «… les Illuminations paraissent être un prolongement, un commentaire sur Le Mariage du Ciel et de l’Enfer ». Rimbaud écrit dans sa Lettre du voyant : « La poésie n’est pas un état de vision, c’est un état de voyance. »

### Lautréamont
Par ailleurs, les Poésies II d’Isidore Ducasse dit Comte de Lautréamont sont écrites en prose et consistent en des aphorismes exaltés ou en des réflexions sur la littérature. L'inclassable Ducasse note : « Les jugements sur la poésie ont plus de valeur que la poésie. Ils sont la philosophie de la poésie. La philosophie, ainsi comprise, englobe la poésie. La poésie ne pourra pas se passer de la philosophie. La philosophie pourra se passer de la poésie. »

### Sully Prudhomme
On ne manquera pas de mentionner les efforts du poète parnassien Sully Prudhomme, imprégné de scientisme, pratiquant volontiers la poésie didactique, et dont malheureusement les productions poétiques ne se hissèrent jamais au niveau d’ambitions philosophiques affichées et sincères (La Justice, 1878, Le Bonheur, 1888). Sully Prudhomme, par ses échecs mêmes, marque une des limites de la poésie philosophique au XIXe siècle.

### Auteurs allemands

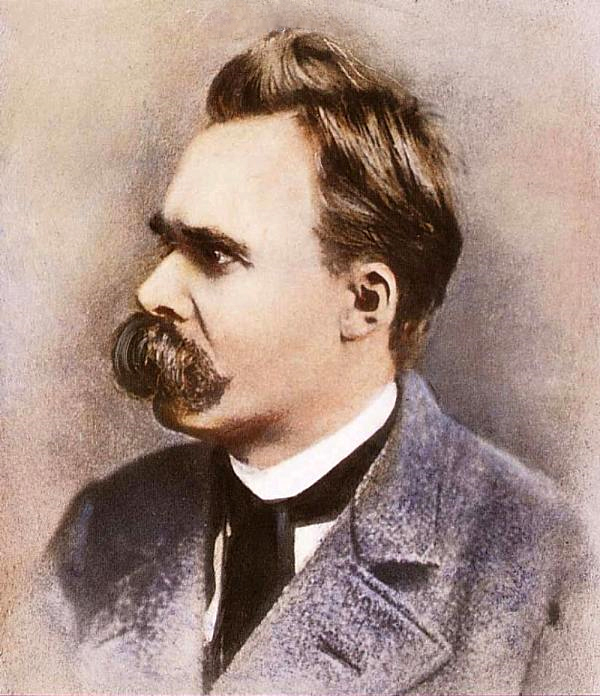
Portrait de Friedrich Nietzsche.

En Europe, dans la tradition littéraire du XIXe siècle, la poésie philosophique est manifeste en Allemagne où le poète cherche à « habiter en poète » le monde, chez Friedrich Hölderlin avec La Mort d'Empédocle, et chez Novalis avec ses poèmes en prose, les Hymnes à la Nuit. Selon lui, en 1798 : 
« La poésie est le héros de la philosophie. La philosophie élève la poésie jusqu’au principe. Elle nous apprend à connaître la valeur de la poésie. La philosophie est la théorie de la poésie. Elle nous montre ce qu’est la poésie, qu’elle est unité et totalité. » Il écrit aussi, au fragment 31 : « La poésie est la clef de la philosophie, elle est son but et sa signification. »
Nombreux sont les poèmes, les Dithyrambes de Dionysos et les écrits de Friedrich Nietzsche qui portent cette tendance à son incandescence et emportent au seuil de la modernité.

### Rainer Maria Rilke

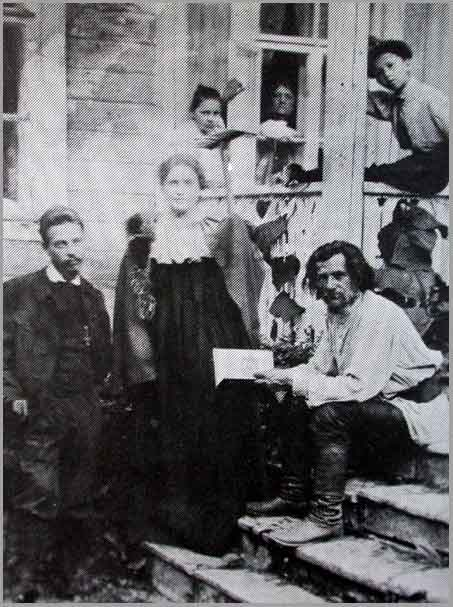
Rilke et Lou Andreas-Salomé en Russie (1900).

Rainer Maria Rilke, quant à lui, proposera une sorte de « poésie méditative » avec les Élégies de Duino, « suite d'élégies empreintes d'une mélancolie lumineuse, passant du sentiment du terrible à l'apaisement le plus radieux, ». À propos des fontaines de Rome, Rilke écrit dans les Sonnets à Orphée :

« Et à l'arrière-fond
l'ascendance des acqueducs. Venus de loin,
passant à côté des tombes, des pentes de l'Apennin
ils t’acheminent ton dire... »

Dans les commentaires sur les Sonnets, le philosophe, herméneute et spécialiste de la pensée et de la littérature grecques Jean Bollack note que « c'est une sorte de philosophie de l'histoire poétique qui se construit ici. La terre se parle à elle-même au fil des événements. À partir de ce processus spéculatif, la poésie est représentée encore autrement, à savoir comme un absolu qui ne peut être freiné et que l'on ne peut comprendre qu'à partir de la visée finale. Le processus créateur est prédéterminé ; il s'assujettit ».

### Martin Heidegger
« Le penseur dit l'être, le poète nomme le sacré » écrit Martin Heidegger dans sa méditation sur la poésie de Friedrich Hölderlin et il ajoute: « La poésie est seule capable de capter la lumière dans la minuit du monde. » La phrase heideggérienne, écrit Jean-Pol Madou , indique à la fois l'abîme qui s'est creusé à l'aube de la métaphysique grecque entre la pensée et la poésie, et leur proximité scellée par l'appartenance à une même Histoire, un même Destin.
« On sait bien des choses sur le rapport de la philosophie à la poésie. Mais nous ne savons rien du dialogue entre penseurs et poètes qui séjournent, plus proches que les monts les plus séparés ». Le dialogue dont il est question ici, poursuit Jean-Pol Madou, ne se laisse pas réduire à un quelconque échange d'idées mais désigne plus profondément cette communauté d'origine que partagent, dans leur différence, pensée et poésie. L'Ange rilkéen, surgi des abîmes du ciel de Duino, ne serait-il pas cette figure qui fait entrer en dialogue la pensée et la poésie au cœur de l'expérience radicale de l'Ouvert ?

### Percy Bysshe Shelley
En Grande-Bretagne en 1821, 

« Reprenant le titre du traité de Sir Philip Sidney écrit au XVIe siècle : Défense de la poésie, Percy Bysshe Shelley en modernise le contenu et les perspectives. Traducteur aguerri de Platon, Shelley en renouvelle la pensée à la lumière des acquis de l’empirisme anglais, contribuant ainsi à cette seconde Renaissance que fut le Romantisme. Le texte débute par une description méticuleuse des facultés de l’esprit, et notamment de la reine d’entre elles : l’imagination. De ce point de vue, tous les hommes sont des poètes, en tant qu’ils éprouvent le besoin d’exprimer et de reproduire leurs émotions dans un certain ordre, avec un certain rythme, et qu’ils tirent de ces conditions un certain plaisir. Si le poète est l’homme imaginatif par excellence, son influence sur les lecteurs et sur toute la société sera déterminante, quoique imperceptible à l’œil nu.

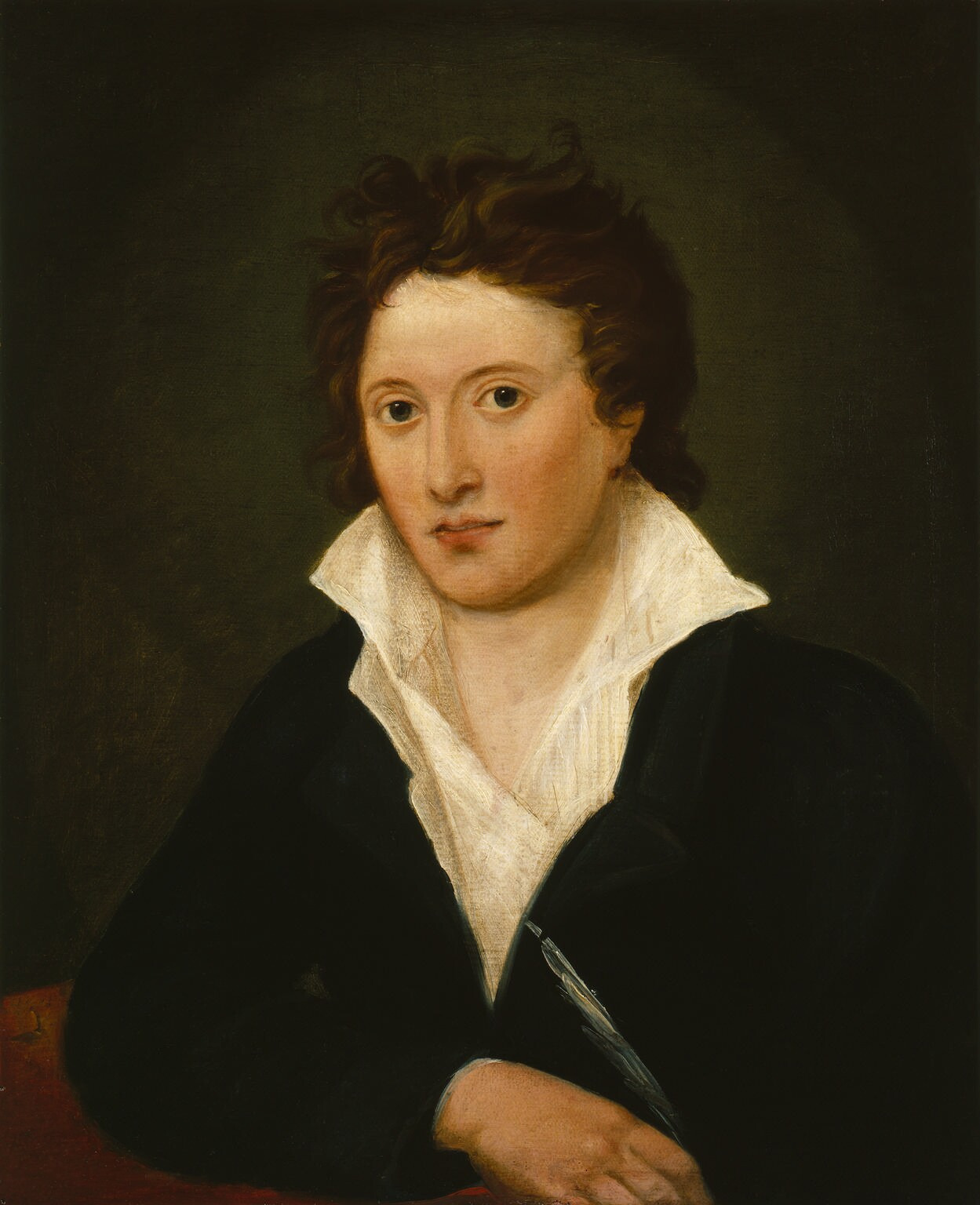
Shelley par Curran.

Shelley retrace ainsi, dans toutes leurs variations, la place et le poids cachés des grands poètes à travers l'histoire, d'Homère à Milton en passant par Dante. Cette influence n'est pas qu'esthétique, mais également morale et même cognitive : nous voyons ainsi se dérouler la réhabilitation méthodique d’une pratique jugée jusqu'alors purement divertissante ou décorative, célébrée ici comme libératrice des mœurs et révélatrice de vérité. Écrit dans un style d’une grande rigueur logique et conceptuelle, ce pamphlet laisse également fuser des aphorismes et des métaphores dignes des plus rares visions de son auteur : aux confins de l’imagination et de la raison, il incarne ainsi la thèse défendue dans ses lignes, les grands poètes sont pour la plupart de grands philosophes. »

Ainsi, pour le poète anglais Percy Bysshe Shelley, 

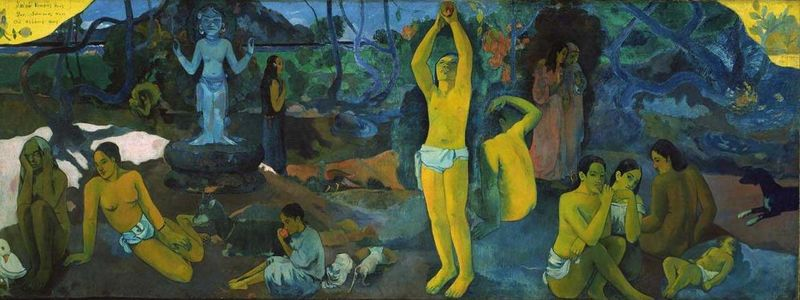
Paul Gauguin, D'où venons-nous ? Qui sommes-nous ? Où allons-nous ? (1897/98).

« les poètes sont les miroirs des ombres gigantesques que l’avenir jette sur le présent ; les trompettes qui sonnent la bataille et ne sentent pas ce qu’elles aspirent ; l’influence qui n’est pas émue mais qui émeut. Les poètes sont les législateurs non reconnus du monde. »

« Dans son ensemble, la Défense de la poésie de Shelley est une courageuse réhabilitation de l'activité créatrice et, par là, elle est nettement en avance sur la pensée esthétique anglaise de son temps. La prose de la Défense, tissée d'images grandioses, magnifiquement sinueuse, est parmi les plus belles proses poétiques du XIXe siècle. Shelley réussit à dégager des vains symboles intellectualistes et rhétoriques l'essentiel de sa pensée. [...] Le plus souvent, il aborde son sujet avec une franchise et une vigueur nouvelles pour l'époque. Au-delà des effusions sentimentales et humanitaires, par-delà les vides élucubrations métaphysiques, il découvre le principe vrai et fécond qui a pour non poésie ; et la théorie de la poésie devient théorie de l'activité créatrice élémentaire et universelle, qui alimente la vie ; l'esprit poétique n'étant rien moins que le moteur du monde. »

## XXesiècle

### Fiodor Tiouttchev

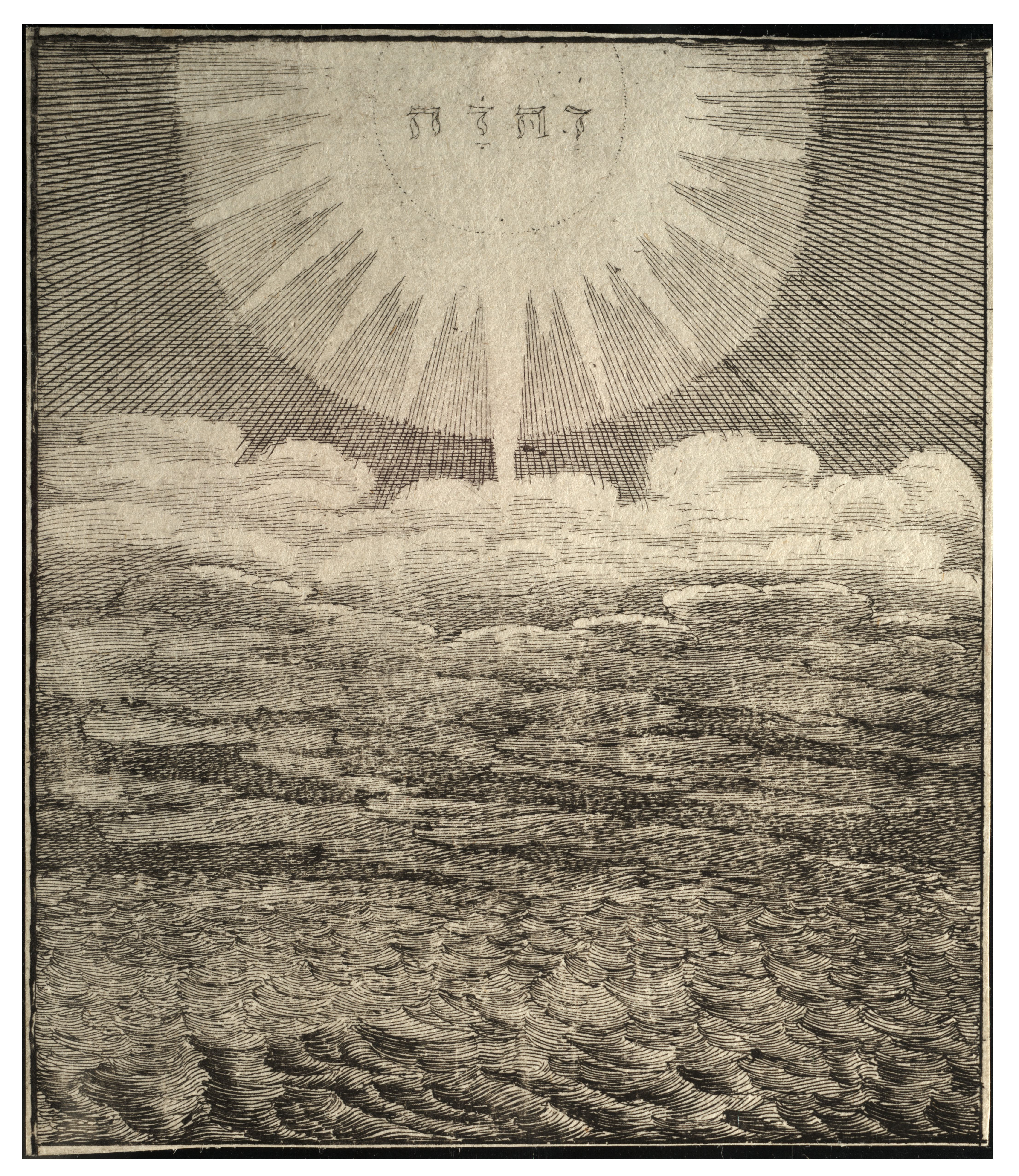
Le chaos initial par Wenceslas Hollar.

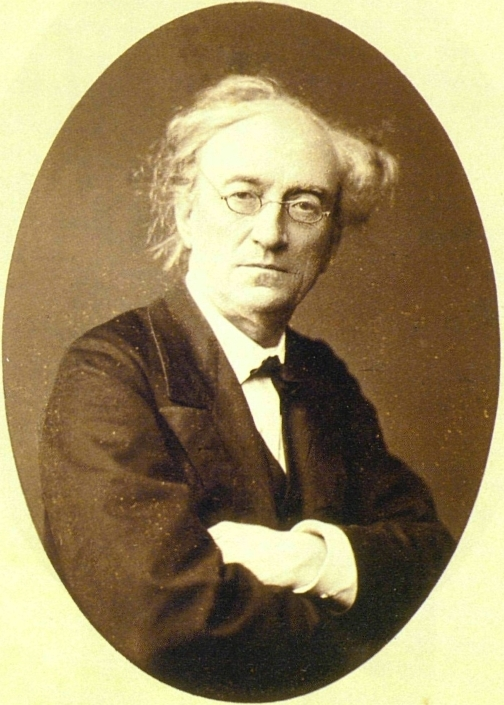
Lithographie de Fiodor Tiouttchev par Friedrich Arnold Brockhaus, 1874.

À la fin du XIXe siècle, en Russie, la tendance philosophique, née avec Alexandre Sergueïevitch Pouchkine, le créateur d'Eugène Onéguine, s'affirme dans les poésies de Fiodor Tiouttchev qui sont publiées en 1868,,,,. Une poésie le caractérise, s'il fallait n'en citer qu'une : Silentium!

« Le  contenu de la plupart d'entre elles est philosophique, une cinquantaine seulement (sur 300) sont d'inspiration politique. [...] L'homme étant un rêve malade de la Nature, le poète nous conseille de maudire notre Moi et de chercher à nous fondre dans l'âme universelle. Il y a ici une anticipation évidente des courants de sagesse hindoue qui inonderont l'Europe quelques années plus tard. De son désir de pénétrer dans l'univers cosmique naît, chez l'auteur, l'aspiration au Chaos créateur, qui est l'esprit de la Nature et dont, au fond de l'âme humaine aussi, on retrouve toujours une parcelle, quelque chose qui n'est pas sans laisser pressentir l'inconscient de Freud. C'est d'ailleurs sous la forme d'une tempête soudaine de cet inconscient que le poète imagine la passion : réveil, en nous, de cet élément secret qui tend au Chaos natif, la mort. C'est pourquoi dans la mort aussi, Tiouttchev découvre une beauté particulière ; à ce sujet, rappelons que les deux femmes qu'il aima moururent dans ses bras. "Mon cœur désire les tempêtes", écrit-il ; pour lui, la mort et les grands bouleversements de l'histoire sont une source d'inspiration nouvelle et élevée. Souvent, le poète renverse les barrières séparant le chaos primitif qui sommeille au fond de notre âme du chaos qui règne sur l'Univers ; alors sa poésie s'enrichit de singuliers effets que nous pourrions appeler impressionnistes. »

« Il est d'usage de définir Tiouttchev comme un poète-philosophe (le premier à le nommer ainsi fut Dostoïevski) », selon Paul Garde, l'un de ses traducteurs en langue française.

### Autres auteurs russes
Fiodor Tiouttchev et Ievgueni Baratynski sont les précurseurs d’Ossip Mandelstam, et de Joseph Brodsky très influencé par les poètes métaphysiques anglais. Tous deux suivent l’orientation de la poésie philosophique en complète rupture avec leur temps.
Selon le traducteur Christian Mouze, 

« la poésie d'Arseni Tarkovski est chevillée à l'ère pouchkinienne, plus particulièrement à la tendance philosophique, [...] (elle) est d'abord une poésie de la pensée. Aux côtés de Nikolaï Zabolotski (1903-1958), le Zabolotski seconde manière, post-obérioute, il est parmi les meilleurs représentants de ce courant. »

### Ossip Mandelstam

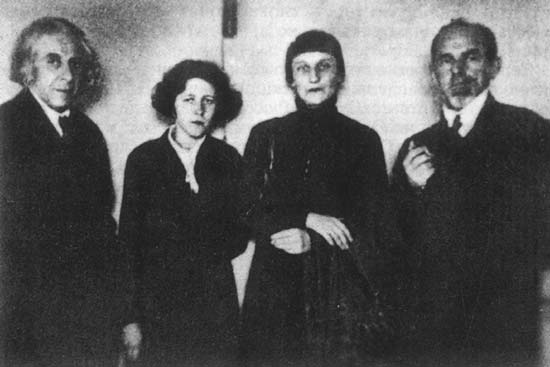
Gueorgui Tchoulkov, Maria Petrovikh, Anna Akhmatova, Ossip Mandelstam, dans les années 1930.

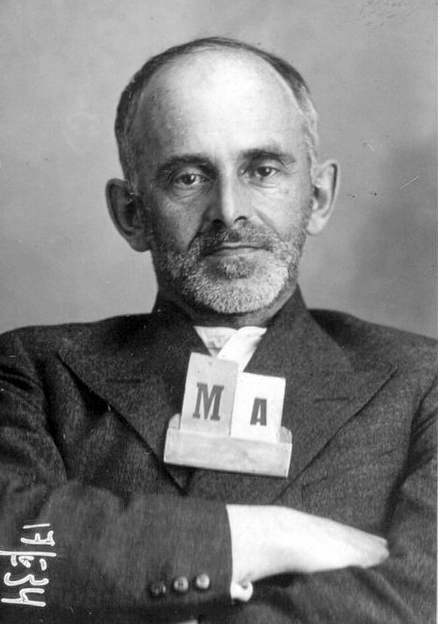
Ossip Mandelstam en 1934, après sa première arrestation. Fichier du NKVD.

Ossip Mandelstam est notamment l'auteur de l'Épigramme contre Staline .
Selon le critique et traducteur Nikita Struve (ru), 

« l'ensemble des vers du poète russe Ossip Mandelstam (1891-1938), quelque 400 courtes pièces disposées en quatre recueils, dont deux seulement ont paru du vivant de l'auteur et les deux autres trente ans après sa mort, constitue sans nul doute l'une des œuvres les plus pures, les plus denses, les plus puissantes du XXe siècle. »

Nikita Struve poursuit :

« Mandelstam n'a pas de maître, s'étonnait Akhmatova, je ne connais rien d'analogue dans la poésie universelle... qui dira d'où est venue cette divine harmonie que l'on appelle les vers de Mandelstam ? [...] Tous les poèmes, dans la diversité de leurs thèmes et de leurs intonations, tour à tour graves ou espiègles, tragiques ou badins, terre à terre ou philosophiques, sont sous-tendus par le sacrifice suprême auquel Mandelstam se prépare.  

Dans sa souveraine liberté il choisit lui-même le moment de non-retour : en novembre 1933 il lit à une dizaine d'amis sûrs des distiques goyesques qui dénoncent Staline. L'exil, qui suit l'arrestation inéluctable, emmène ce citadin-né au fin fond de la Russie, à Voronej, où va s'élever un extraordinaire chant du cygne, à la fois tragique et serein. Le dénuement est total, mais le poète ne se sent pas brisé pour autant, tout juste amplifié. La magnificence des terres noires, des plaines enneigées, les valeurs impérissables de la civilisation universelle, les illuminations mystiques (visions de la Sainte-Cène)  sont chantées dans un langage en permanence renouvelé. Dans les trois « Cahiers de Voronej » (Voronezski tetradi) une nouvelle étape semble franchie : les associations deviennent plus rapides, les métaphores plus inattendues, les innovations rythmiques et phonétiques encore plus hardies. Mandelstam proclame le triomphe de l'esprit sur la mort en se servant des registres les plus contrastés : d'une violence fulminante dans les Vers au soldat inconnu ou dans une transparence diaphane dans l'évocation des femmes qui sont les premières à accompagner les morts et à accueillir les ressuscités. Étonnamment divers et un, engagé jusqu'au bout dans l'Histoire mais aspirant au ciel, ébloui par la beauté de la nature et des œuvres humaines, Mandelstam est allé aussi loin que possible, peut-être plus loin que tout autre poète, dans le rachat du temps, authentifiant sa parole poétique par le martyre. »

Toujours selon Nikita Struve, 

« indiscutablement Mandelstam a modifié la structure et la composition de la poésie russe, comme il l'avait lui-même affirmé. Son destin exemplaire, sa vision globale, sa voix d'une force à nulle autre pareille, purifient et modèlent les âmes. Par son aspiration à l'intégrité et à la totalité, il a été, comme Bergson en philosophie, le poète de la plénitude. »

### Auteurs arméniens
Dans le Caucase, en Arménie deux noms dominent : le poète politique Yéghiché Tcharents, avec ses Rubaiyat (1927) et surtout Le livre du chemin (1933), ainsi que Parouir Sévak avec Et que la lumière soit ! ; poésie métaphysique et politique.

### Rabindranath Tagore

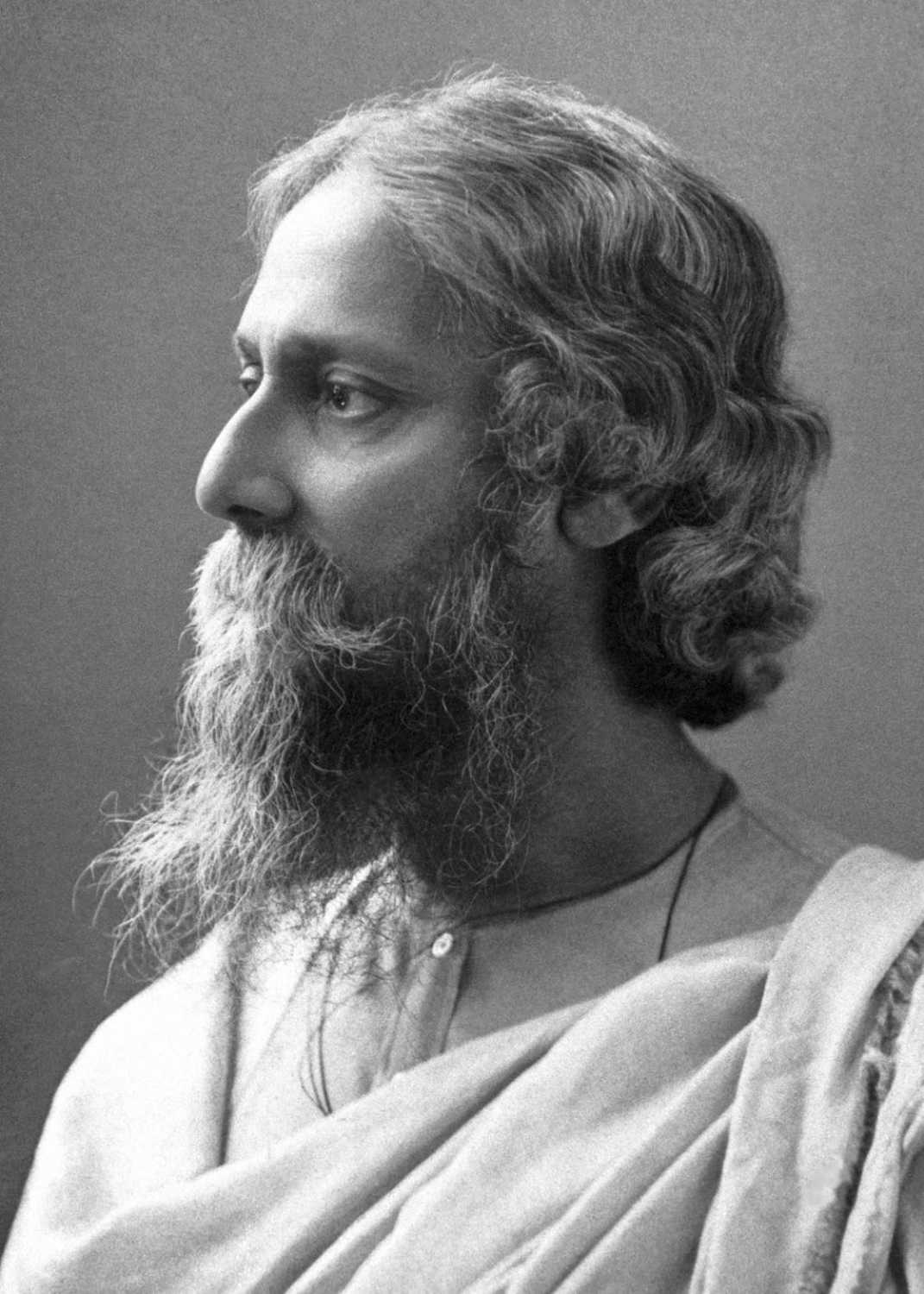
Portrait de Rabindranath Tagore vers 1913.

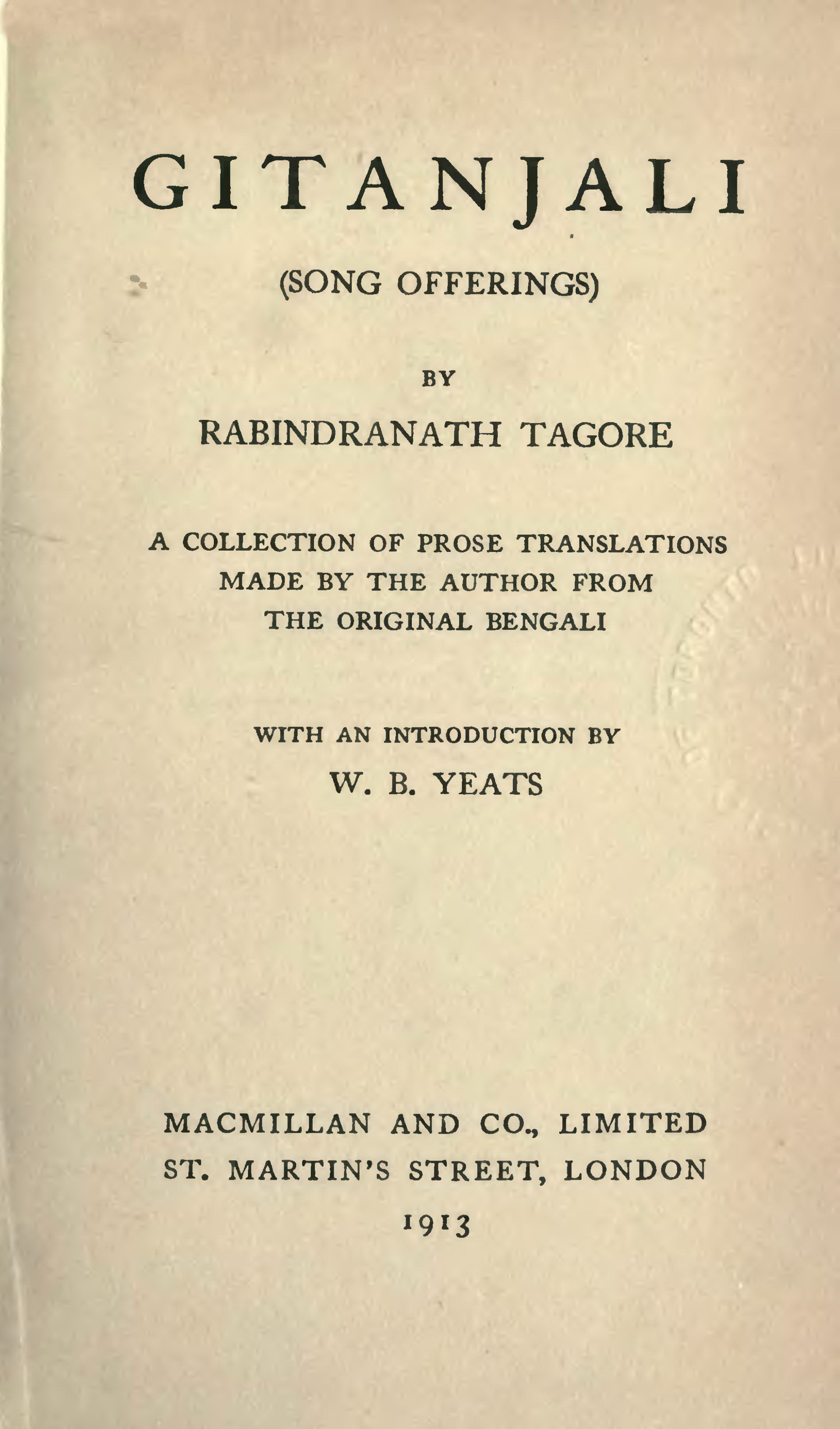
Page de garde d'une édition anglaise de 1913 de Gitanjali.

En ces fin du XIXe et début du XXe siècles, Rabindranath Tagore, le poète et sage indien, trouve sa source dans la tradition des poètes vaishnava des XVe et XVIe siècles. Tagore a été profondément marqué par le mysticisme des Rishis, les auteurs des Upanishads, dont Vyāsa, celui du philosophe-poète Kabîr, ainsi que par celui du poète-chanteur Ramprasad Sen. L'Offrande lyrique  est un recueil de vers bengali, publié en 1910.

« Le volume qui porte ce titre est la traduction française, faite par André Gide, d'un recueil de textes traduits en anglais par le poète lui-même et publiés en 1912. [...] Cette centaine de courts poèmes ont fait plus pour la renommée du poète en Occident que tout le reste de son œuvre immense, et c'est à la suite de la parution en anglais du Gitanjali que lui fut attribué le prix Nobel de littérature en 1913. Un bon nombre de ces poèmes sont des chants dont Tagore composa aussi la mélodie. L'élan mystique qui se déploie dans ces poèmes était une composante importante de la personnalité du poète, fortement marquée par la philosophie des Upanishad. Dans ces vers, Tagore apparaît comme le dernier de la longue lignée des saints-poètes de l'Inde. Parlant à la première personne, il s'adresse au bien-aimé de son cœur, et souvent ce je assume une féminité qui rappelle l'amante par excellence de la poésie visnuïte médiévale : Radha la bouvière. Comme elle, le poète pleure l'absence de l'aimé divin qui lui semble se dérober à son attente. Tagore y exprime aussi, sous couvert de splendides images, sa philosophie spiritualiste qui n'est ni renoncement au monde ni ignorance du monde, mais acceptation de la totalité de l'humaine condition. La paix qui se dégage de ses vers est conquise sur la souffrance et le malheur. À l'époque de la composition des poèmes bengali, le poète traversait une période de deuils : en quelques années, il perdit son épouse, une fille, son fils cadet et son disciple le plus cher. Dans l'original, la forme ses strophes et la métrique sont très diverses, mais la rime est toujours présente. La douceur et la musicalité caractérisent ces vers. »

### Khalil Gibran

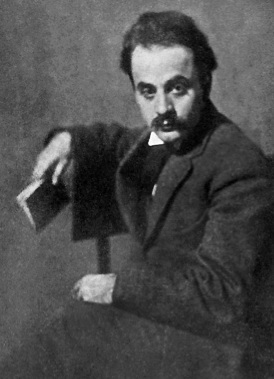
Portrait de Khalil Gibran.

Au Liban, en 1923, paraît en langue anglaise, le livre de sagesse, Le Prophète de Gibran Khalil Gibran, poète, artiste peintre et sculpteur de Bcharré.

« Si, à bien des égards, le message a une consonance chrétienne, ce n'est certainement pas du christianisme conventionnel et respectueux des ordres établis qu'il s'agit, mais du souffle qui traverse les passages les plus contestataires et les plus dérangeants des Évangiles. On reconnaît en outre dans le texte de Gibran une très nette influence de la sagesse de l'Inde et, malgré l'apparente incompatibilité, quelque chose de la pensée nietzschéenne. [...] Le livre vaut immédiatement à Gibran une immense renommée aux États-Unis puis dans le reste du monde. »

### Cesare Pavese

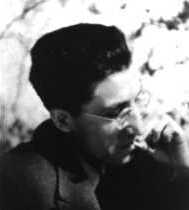
Portrait de Cesare Pavese.

En 1936, paraît en Italie chez Solaria à Florence, Travailler fatigue (Lavorare stanca) de Cesare Pavese ; c'était un des livres auxquels il tenait le plus. De son dernier recueil, La Mort viendra et elle aura tes yeux (Verrà la Morte e avrà i tuoi occhi), les derniers poèmes datent de 1950, l'année de son suicide, Pavese était alors en pleine régression dans son travail d'écrivain. De la poésie-récit de la première époque, à la poésie-chanson de la dernière période avec ses poèmes dédiés à une actrice américaine qu'il aima pendant les derniers mois de sa vie Constance Dowling , tout un itinéraire s'est déployé.
Pavese écrit dans son journal, à la date du 17 décembre 1949 : 

« Ce petit poème fut l'explosion d'énergies créatrices bloquées depuis des années (40-45), non assouvies par les fragments de "Vacances d'août" et excitées par les découvertes de ce journal, par la tension des années de guerre et de campagne (Crée!) qui te rendirent une virginité passionnelle (à travers la religion, le détachement, la virilité) et qui saisirent l'occasion à la fois de la femme, de Rome, de la politique et de la richesse Leucos. »,

S'il fallait ne retenir qu'un poème de Cesare Pavese, celui du 22 mars 1950 paraît tout indiqué.

« La mort viendra et elle aura tes yeux ― / cette mort qui est notre compagne / du matin jusqu'au soir, sans sommeil, / sourde, comme un vieux remords / ou un vice absurde. Tes yeux / seront une vaine parole, / un cri réprimé, un silence. / Ainsi les vois-tu le matin / quand sur toi seule tu te penches / au miroir. O chère espérance, / ce jour-là nous saurons nous aussi / que tu es la vie et que tu es la néant. // La mort a pour tous un regard. / La mort viendra et elle aura tes yeux. / Ce sera comme cesser un vice, / comme voir resurgir / au miroir un visage défunt, / comme écouter des lèvres closes. / Nous descendrons dans le gouffre muets. »

### Bertolt Brecht

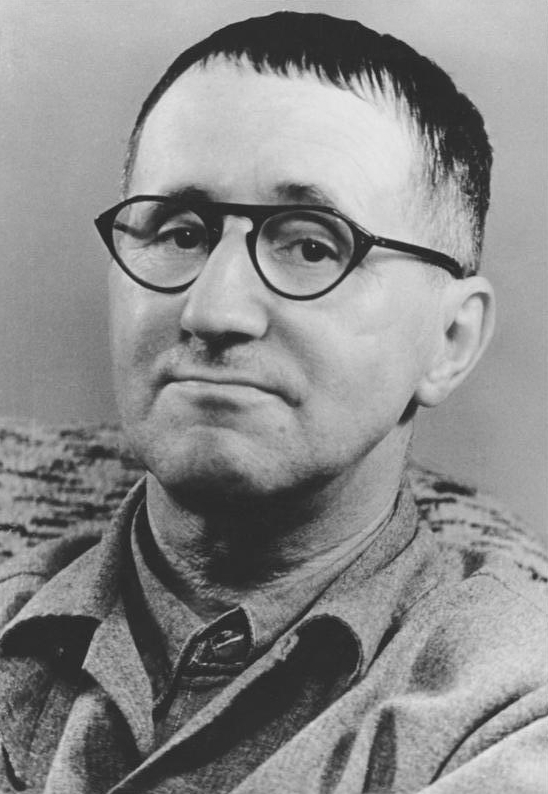
Portrait de Bertolt Brecht en 1954.

En Allemagne, et ailleurs dans le monde, les Poèmes de Bertolt Brecht ont marqué le siècle. Neuf volumes de poèmes selon l'édition allemande seront traduits en langue française aux éditions de l'Arche.
Pour le metteur en scène Laurent Terzieff, 

« il a aussi une œuvre poétique importante, relativement peu connue en France. [...] Pour Brecht, la poésie n'est pas une soupape qui lui permettrait de donner des vacances à sa raison et au scientisme de sa pensée. Elle est le lieu d'accueil de ses joies, de ses peines, de ses peurs, de son pessimisme aussi et même de son nihilisme. C'est dans sa poésie que Brecht nous parle de lui-même et de son rapport au monde. C'est dans la création poétique qu'il se livre vraiment. Il estime en effet qu'un renouvellement de la pensée demande l'invention d'un style. Mais sa poésie n'est pas stylistique : comme le note Paulhan, dans un même temps "le mot devient idée et l'idée mot". À mon sens, c'est seulement dans sa poésie que Brecht exprime son rapport à l'irrationnel. Sa poésie est le journal d'une époque vécue de l'intérieur par un esprit généreux et lucide souvent meurtri, mais toujours pudique, qui souvent transforme sa souffrance en ironie ou en sarcasme. [...] Dans le poème : À ceux qui viendront après nous, il témoigne de son engagement politique d'une façon lucide mais jamais désenchantée, avec une pudeur douloureuse mais jamais doloriste. Dans chaque poème, par le regard qu'il projette sur le monde, il nous parle de lui-même, jeté dans le monde à travers l'histoire, l'exil et l'amour. Il nous parle de sa mère, de toutes les mères, de la mer et de ses fleuves. C'est dans la poésie que Brecht parle de lui. C'est son je à lui. Il a inventé un théâtre extraordinaire, un théâtre dialectique, mais il ne parle pas de lui dans ses pièces alors que dans ses poèmes, il ne parle que de lui. »

### Auteurs français

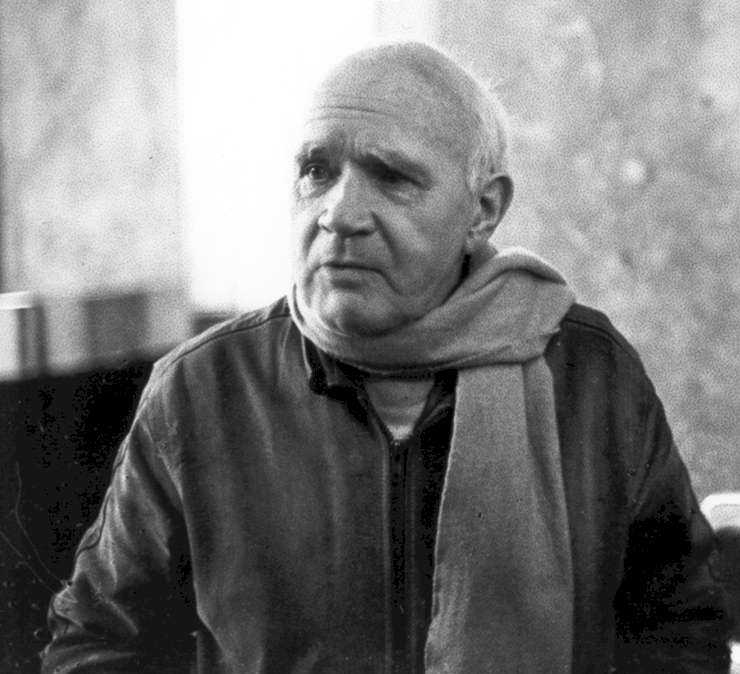
Portrait de Jean Genet en 1983.

Au XXe siècle en France, la poésie philosophique est présente chez Paul Valéry avec Le Cimetière marin (sur Zénon d'Élée), avec Henri Michaux, l'homme des passages qui publie alors son premier livre : Qui je fus dans son Grand Combat, en 1927. Robert Desnos, quant à lui, publie en 1930, Corps et biens. En 1939 paraît l'ouvrage fondamental d'Aimé Césaire, Cahier d'un retour au pays natal. Long poème philosophique & politique, il préfigure le mouvement de la négritude. En septembre 1942, à la Maison d'arrêt de Fresnes, paraît en édition hors commerce Le Condamné à mort d'un poète de 32 ans, hymne d'un amoureux contre la peine capitale, signé Jean Genet. On peut y lire ces deux  alexandrins : « On peut se demander pourquoi les cours condamnent / Un assassin si beau qu'il fait pâlir le jour. »

### Jacques Prévert

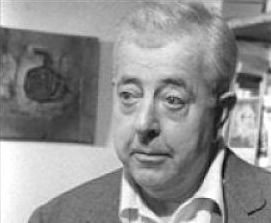
Jacques Prévert en 1961.

En 1946 paraît le premier livre d'un poète libertaire et anticlérical : Paroles, de Jacques Prévert.

« Du premier texte publié (1930) à la publication de Paroles et jusqu'à ses derniers écrits, il n'a cessé de dire mêmement des choses simples : il est contre l'idée d'un péché originel, contre l'exploitation des hommes par quelques hommes, contre aussi les systèmes de l'esprit, qui en fin de compte ne font jamais que se renvoyer à eux-mêmes, dans une opacité délirante (ainsi, selon lui, de la scolastique comme on l'imaginerait : mais la dialectique ne le rassure pas). Il est en revanche le barde des animaux, des enfants et des femmes. »

### René Char
Mais c’est chez René Char, avec Fureur et mystère et surtout dans les Feuillets d’Hypnos (1946), que la poésie philosophique s’épanouit en aphorismes, tel le fameux : « le poème est l'amour réalisé du désir demeuré désir », ou bien en courts poèmes où chaque vers a valeur d'aphorisme, avec ses réflexions à partir d’Héraclite. Ce poète et philosophe écrit dans La Parole en archipel : 

« La poésie est à la fois parole et provocation silencieuse, désespérée de notre être-exigeant pour la venue d'une réalité qui sera sans concurrente. Imputrescible celle-là. Impérissable, non ; car elle court les dangers de tous. Mais la seule qui visiblement triomphe de la mort matérielle. Telle est la Beauté, la Beauté hauturière, apparue dès les premiers temps de notre cœur, tantôt dérisoirement conscient, tantôt lumineusement averti. »

Ce livre, Feuillets d'Hypnos, a été écrit entre 1943 et 1944, dans ce que Char appelle « LA FRANCE-DES-CAVERNES » (frag. 124), aux « Devoirs infernaux » (frag. 106). Ces notes sont issues d'un cahier de Résistance, elles seront dédiées plus tard à son ami Albert Camus, et sont parsemées d'éclats de conscience : « Agir en primitif et prévoir en stratège » (frag. 72), ou bien : « La lucidité est la blessure la plus rapprochée du soleil» (frag. 169). Le Capitaine Alexandre (Pseudo du maquis), le poète René Char note, grimaçant : « J'écris brièvement. Je ne puis guère m'absenter longtemps. S'étaler conduirait à l'obsession. L'adoration des bergers n'est plus utile à la planète. » (frag. 31) 
Pour le critique Gaëtan Picon, « Seuls demeurent, Feuillets d'Hypnos, Le Poème pulvérisé doivent rendre sensible à tous que, de la poésie de ce temps, René Char est l'une des voix majeures. » 

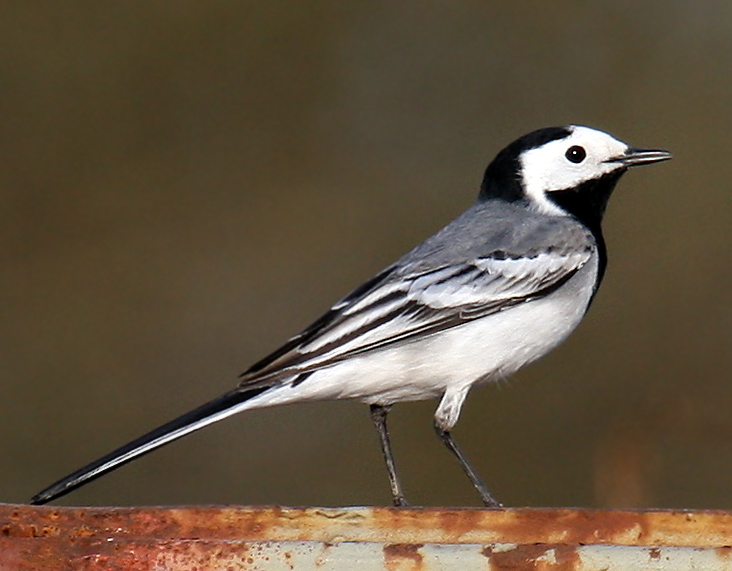
Bergeronnette grise.

Selon le critique exigeant Jean-Claude Mathieu, 

« Diamant et sanglier, rose et éclair : de telles alliances de termes condensent instantanément les tensions qui donnent sa prodigieuse énergie à une des plus hautes œuvres poétiques de ce siècle. 

De son obscurité rayonne une lumière, du laconisme aphoristique émane la chaleur d'une voix ; les âpres sommations contre les totalitarismes sont l'envers d'une tendre attention au plus infime, fragile saxifrage ou bergeronnette des roseaux ; le raccourci ne martèle ici une loi qu'en élargissant par la métaphore. Et la voix fraternelle qui apostrophe dans le grand vent, pour partager le commun présent, monte d'un mutisme taciturne, tire sa vigueur d'une écriture elliptique, assez serrée pour préserver au cœur de ce présent une enclave d'inconnu. [...] Aphorismes contractés sur la contradiction, poèmes versifiés au pas du marcheur, proses compactes de la Résistance, toutes les formes de cette poésie généreuse et violente donnent le même sentiment de soulèvement et d'ouverture d'une vie requalifiée, aimante par un en-avant qui la questionne et la libère. »

Dans le mouvement entre poésie et philosophie, René Char écrit en 1951, entre vérité et mensonge, l'une des interrogations majeures de la philosophie : 

« En poésie, devenir c'est réconcilier. Le poète ne dit pas la vérité, il la vit ; et la vivant, il devient mensonger. Paradoxe des Muses : justesse du poème. »

### Malcolm de Chazal
En 1947, un autre écrivain, d'expression française, qui « semble chu comme un os, comme une pierre venue d'une autre planète », selon Jean Paulhan dans sa préface à Sens-plastique, Malcolm de Chazal le Mauricien, publie un recueil de pensées, de métaphores ou plutôt de « correspondances poétiques » qui semblent surgir comme de secrètes révélations et qui tiennent de deux à quarante lignes, courtes comme des proverbes.

### Antonin Artaud

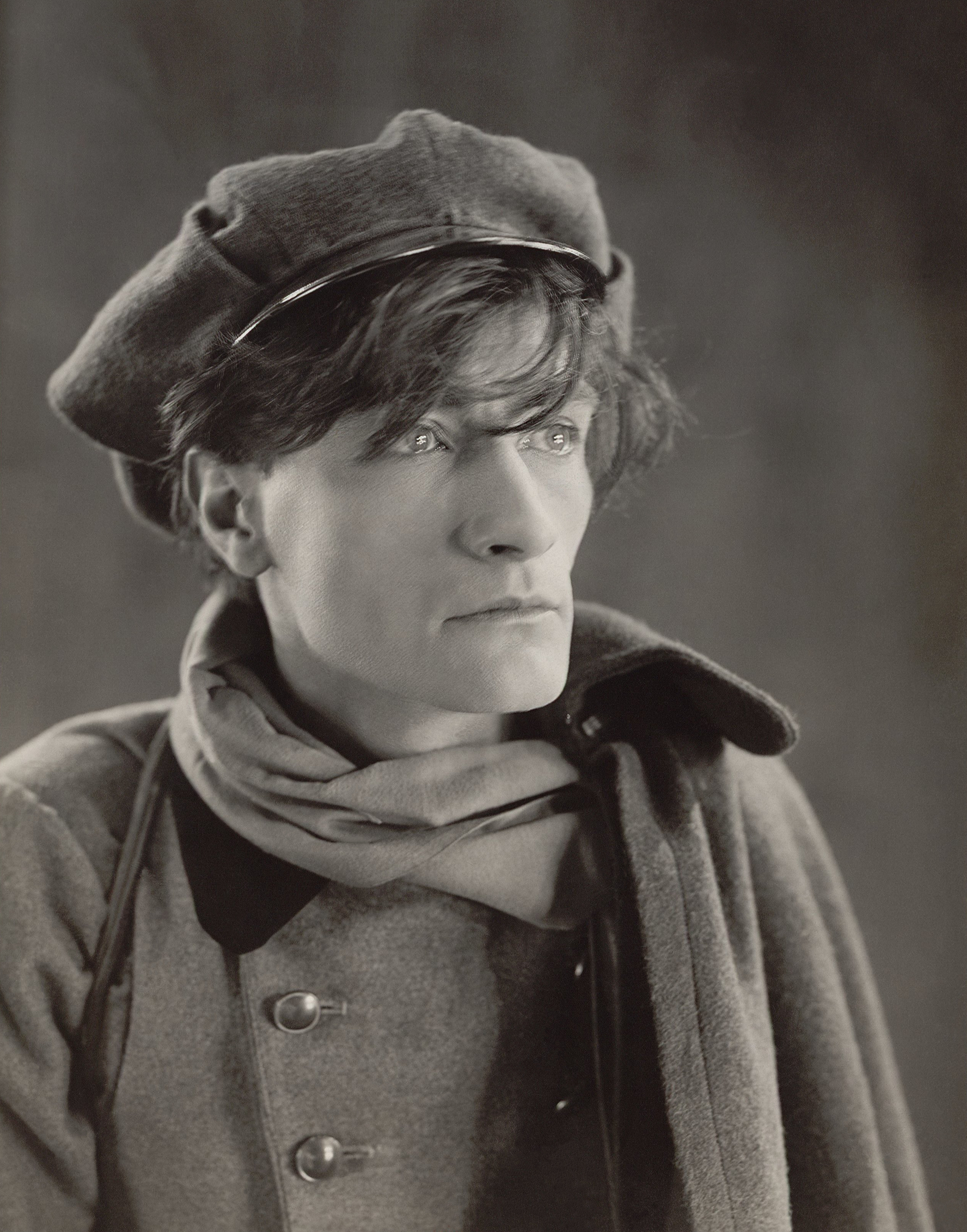
Antonin Artaud.

Autre publication importante en 1947, Van Gogh le suicidé de la société d'Antonin Artaud. Ces lignes sont une réflexion sur l'être, les souffrances à être, pour sortir en fait de l'enfer selon Artaud lui-même : « jusque dans ces derniers écrits, Artaud témoigne de ce qui fut peut-être la pire des souffrances : la difficulté à s'exprimer. C'était déjà l'effroyable maladie de l'esprit dont parlaient ― admirablement ― ses lettres à Jacques Rivière en 1923-1924. » L'auteur de L'Ombilic des Limbes & du Pèse-nerfs, écrit dans une lettre du 29 janvier 1924, au même Jacques Rivière : 

« J'ai pour me guérir du jugement des autres toute la distance qui me sépare de moi. Ne voyez dans ceci, je vous prie, nulle insolence, mais l'aveu très fidèle, l'exposition pénible d'un douloureux état de pensée. »

### Pierre Reverdy

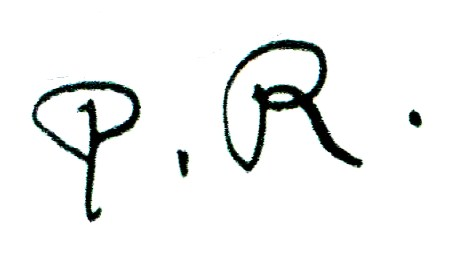
Son monogramme.

En 1950, paraît un ouvrage de référence pour la poésie philosophique de ce siècle : Cette émotion appelée poésie de Pierre Reverdy, poète et théoricien de l'image.
Selon le critique littéraire Étienne-Alain Hubert, 

« d'un élan spirituel destiné à retomber demeure la trace du Gant de Crin (1927). Mais cette aventure intérieure aura fait mesurer à Reverdy ses capacités d'analyse et de réflexion. D'où cette activité quotidienne de penseur, menée à partir de 1930, dont Le livre de mon bord (1948) et En vrac (1956) consigneront une partie des résultats. L'après-guerre verra Reverdy se consacrer à ses grands essais qui définissent les fonctions essentielles de l'art et de la poésie. »

Michel Manoll, dans son essai Pierre Reverdy et l'impalpable réalité, écrit en 1951 : 

« Nous en revenons toujours à cette spiritualité qui est l'aura de cette poésie ― à ce lyrisme de la réalité qui "naît de deux mots pour la première fois" et "avec justesse accouplés." "Il jaillit d'une image inouïe, forte, inattendue, vraie, capable de placer une production nouvelle de l'esprit de réalité. Il réside dans une phrase que le mystère de sa signification et la qualité des mots qui la composent suspendent au-dessus du cours normal de nos idées. Il apparaît chaque fois que l'auteur se fait une révélation au-dessus de lui-même" (Phrases extraites du Gant de Crin). »

### Pier Paolo Pasolini

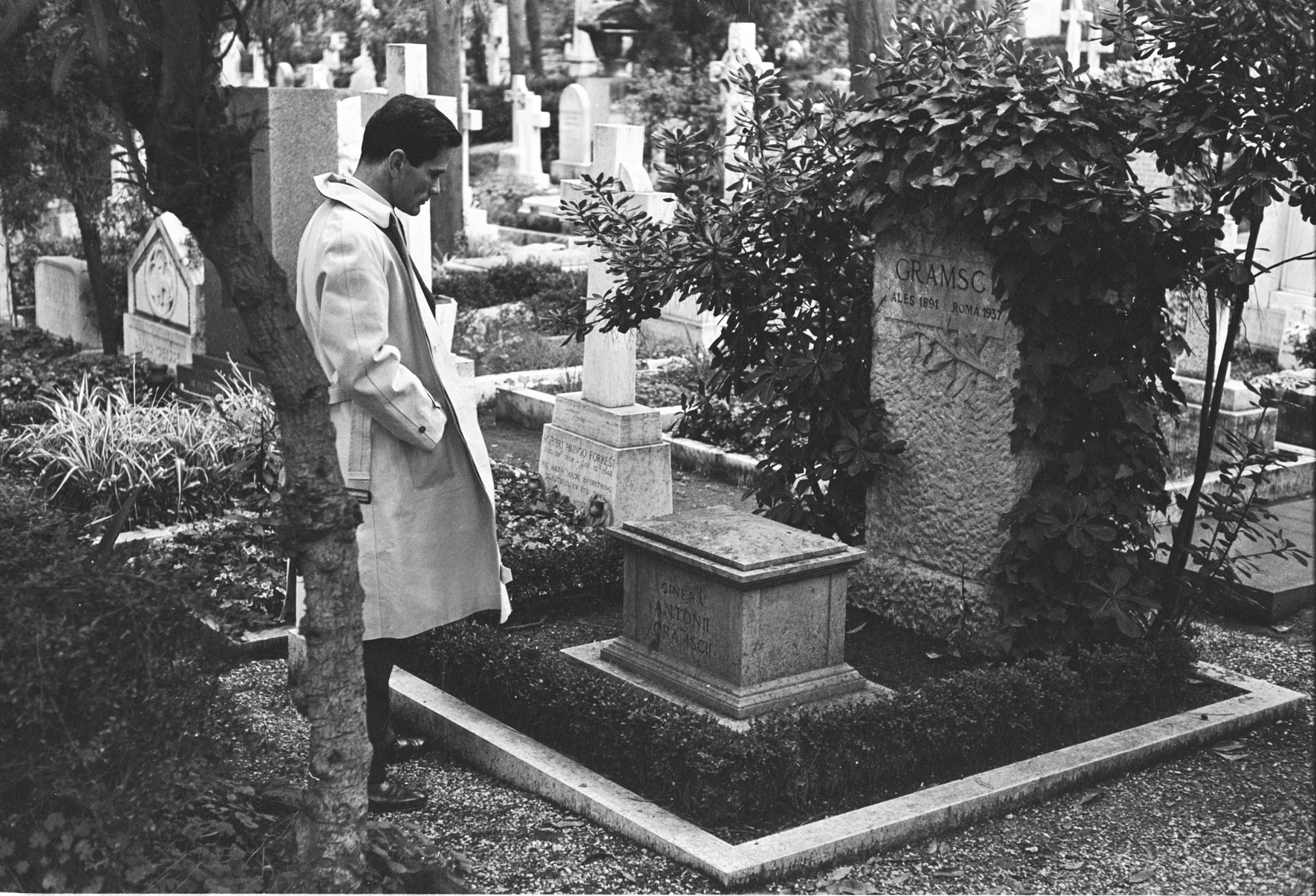
Pier Paolo Pasolini devant la tombe de Gramsci vers 1970.

En Italie, un poète d'origine frioulane (langue de sa mère), Pier Paolo Pasolini, écrit de 1951 à 1956, un livre majeur qui sera publié en 1957 : Les Cendres de Gramsci (Le ceneri di Gramsci). La référence à Antonio Gramsci sera constante dans sa forme expressive jusqu'à Transhumaner & organiser (Transumanar e organizar), livre de 1971.
À son propos, Fulvia Airoldi Namer note : 

« Si la présence du sous-prolétariat s'efface dans le roman Teorema (1968) qui se déroule dans une famille bourgeoise, tout comme dans la tragédie Affabulazione (publiée en 1977), il apparaît encore dans la poésie où il aboutit au mythe d'une nouvelle barbarie, fondement d'une nouvelle préhistoire. Doué d'une vitalité singulière aussi bien morale que stylistique, Pasolini a toujours exprimé dans son œuvre multiforme des instances de renouveau et de libération parfois contradictoires. »

### Auteurs grecs
En Grèce, au moins trois poètes suivent le courant de la poésie philosophique. Le premier : Yannis Ritsos de prime abord, le poète national.

« Il s'est engagé dans la vie littéraire comme dans un combat social […] Militant communiste, souvent arrêté, déporté, il a d'abord crié sa révolte, au gré de l'événement avec Épitaphe (1936) ; Le Chant de ma sœur, (1937). Avec L'Épreuve (1943), il adopte une écriture prosaïque, portée par le verset souple qui caractérise son lyrisme. »

Le deuxième est Constantin Cavafy, dont Les Poésies complètes ne sont publiées qu'en 1935 à titre posthume.

« Également attentif à l'instant le plus fugitif et au sens de l'Histoire », (…) ce poète, tout à la fois philosophe et historien, où « temps et espace sont en fait, revendiqués dans un ailleurs historique (surtout hellénistique). »

Enfin, n'oublions pas Kostís Palamás et son œuvre protéiforme :

« la figure la plus imposante de sa génération. Il résume les caractères de celle-ci, mais il les dépasse en même temps. »

### Auteurs espagnols

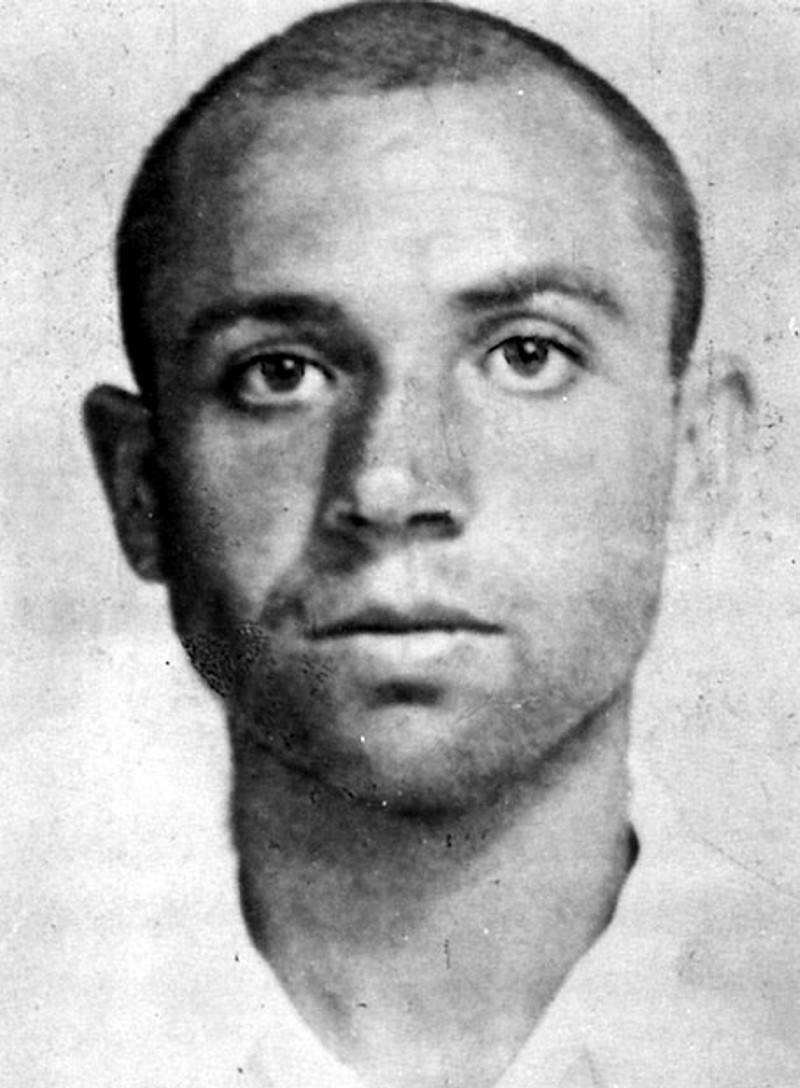
Portrait de Miguel Hernández en 1939.

En Espagne, nombreux sont les auteurs remarquables, notamment Federico García Lorca et Vicente Aleixandre de la Génération de 27, Rafael Alberti et Pablo Neruda, sans oublier Antonio Machado de la Génération de 98.
Deux poètes se distinguent parmi ceux de la Génération de 36, Miguel Hernández, Castillan autodidacte qui publie en 1936 El rayo que no cesa (La Foudre perpétuelle ou Le Rayon n'a de cesse) ainsi que Viento del pueblo (Vent du peuple) en 1937 ; et Gabriel Celaya, Basque par ses origines, avec L'Espagne en marche, publié à Paris en 1961.
Ces auteurs opposés au franquisme sont l'un comme l'autre des poètes engagés. Hernández écrit :

« Si je naquis de la terre / Si je suis né d'un ventre humain / Malheureux et pauvre, / Ce ne fut que pour devenir / Le rossignol des malheurs. »

Quant à Celaya, 

« telle est ma poésie : Poésie-outil / autant que battement unanime et aveugle. / Voici ce qu'elle est : une arme chargée du futur. »

On peut lire dans le Nouveau dictionnaire des œuvres de tous les temps et de tous les pays :

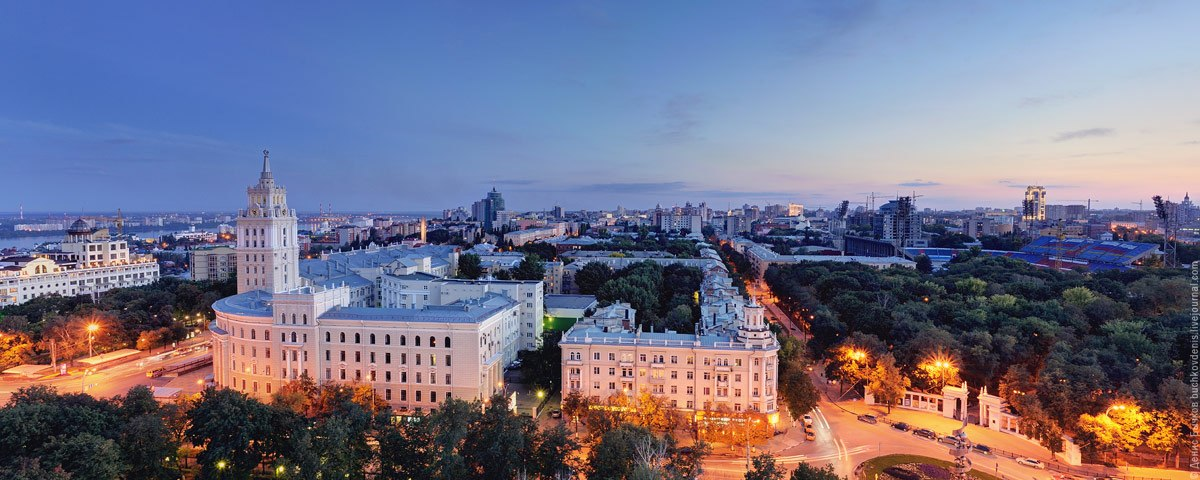
Vue d'ensemble de la ville de Voronej aujourd'hui.

« Alors qu'en 1936 un général fasciste inaugure au cri de Mort aux intellectuels les cours de l'université de Salamanque, dans une lettre qui annonce Vent du peuple Hernández écrit : Les poètes sont le vent du peuple […] et le peuple attend les poètes, les oreilles et l'âme tendues au pied de chaque siècle. »

Avec eux, la poésie philosophique semble murmurer « tant il est vrai qu'il n'est rien ni personne au monde qui retiendra jamais le Rayon / prisonnier dans sa cage ? », comme le note Miguel Hernández.

### Octavio Paz

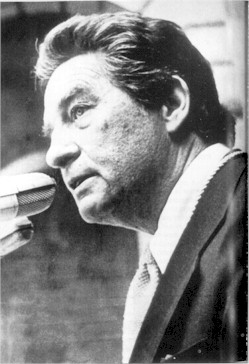
Portrait d'Octavio Paz, prix Nobel de littérature en 1990.

Au Mexique paraît en 1960, Liberté sur parole (Libertad bajo palabra), du poète mexicain Octavio Paz. Cette nouvelle édition, qui sera publiée en traduction française en 1971, regroupe les grands ensembles Aigle ou soleil ? de 1951 et Pierre de soleil, chant lyrique paru à Mexico en 1957.

« Réunissant de la sorte plus de vingt années d'écriture poétique, Liberté sur parole dans sa version définitive, permet d'embrasser d'un seul regard et la variété des champs d'expression et l'originalité d'écriture qui s'y fait jour. [...] Les accents du jeune Octavio Paz sont marqués déjà - et le demeureront - par la lecture attentive des poètes de l'Espagne du Siècle d'or : Góngora au premier chef, dont on retrouve dans Pierre de soleil le goût pour la métaphore sensuelle ; Quevedo, l'âme la plus nocturne de la poésie baroque, métaphysicien de l'amour et de la mort, avec qui Paz nouera un étrange dialogue sous le signe de la fascination et du refus dans Hommage et Profanations, écrit en 1961. [...] Aux injonctions passionnelles, chères à André Breton, répondent ici des formulations presque martelées, des sentences moins opaques : Le poème prépare un ordre amoureux. Je prévois un homme-soleil et une femme-lune, lui libre de son pouvoir, elle libre de son esclavage, et des amours implacables rayant l'espace noir. [...] Pierre de soleil constitue indiscutablement le lieu où viennent se conjuguer et se fondre les rêves individuels de « l'amour fou » et les grandes cosmologies précolombienne, sous le signe de Quetzalcóatl, le serpent sacré, maître des liturgies secrètes et solaires. Ce poème, sans nul doute un des plus riches de l'écrivain, est tout ensemble une sorte de cantique extasié à la gloire de la femme, image charnelle et mentale de l'univers, réconciliation des contraires, et une méditation sur les désastres de l'histoire, cette noirceur du monde qui tente d'offusquer le pur soleil d'Éros. [...] Et d'un même élan, ce cri d'un homme contre le ciel : Il n'y a rien en moi sauf une grande blessure. »

### Roberto Juarroz
Roberto Juarroz avec sa poésie verticale débarque d’Argentine en France dans les années soixante. Michel Camus, auteur des Proverbes du silence et de l'émerveillement 1989 se lie d’amitié avec lui et cherche à le faire connaître. En effet, Roberto Juarroz cherche à traduire l’« incodifiable » verticalité de la transcendance. Par ailleurs, Juarroz renoue avec la démarche proche de celle du poète romantique allemand Novalis, pour lequel la poésie est l’absolu réel. Si Novalis unit le mysticisme à une explication allégorique de la nature, Roberto Juarroz n'a pas d’approche théologique, mais plutôt une démarche métaphysique, une approche transpoétique de l'être en tant qu'être placé dans un « infini sans nom ». Pour Roberto Juarroz, la poésie est « une méditation transcendantale du langage, une vie non fossilisée ou défossilisée du langage ».
Dans la lignée de Juarroz, un autre poète argentin né à Buenos Aires en 1942, Hugo Mujica, un ancien de la Trappe, publie en 2014, Vent dans le vent (Viento en el viento).

### Autres auteurs
« Celui qui dit la vérité, il ne dit pratiquement rien », écrit Antonio Porchia, autre poète argentin, né en Italie, auteur d'un unique recueil de sentences (l'ultime version de ce livre-vie date de 1966), il est intitulé Voces (« Voix »). « Si son écriture n'est pas poésie », écrit Yves Humann, « à proprement parler, il ne s'agit pas de philosophie non plus (pour cette raison, on ne parlera pas d'aphorismes) ».
On ne peut oublier quelques poètes libertaires, épris d'absolu et ivres de liberté,, et qui ont beaucoup souffert de leur marginalisation : Armand Robin, auteur de Ma vie sans moi (1940) avec Le monde d'une voix (1968), Boris Vian qui publie un livre, Je ne voudrais pas crever, écrit en 1952, Jean Sénac le Franco-Algérien, l'auteur d'Avant-corps (1968) et Jean-Pierre Duprey avec Derrière son double (1950), La Fin et la Manière (1965), et La Forêt sacrilège (1970).
En 1953 est publié au Soleil noir : Héros-Limite du poète d'origine roumaine Ghérasim Luca. À partir de 1973, les philosophes Gilles Deleuze et Félix Guattari lui rendent hommage. Deleuze cite cet ami de Paul Celan dans L'Abécédaire (C. Parnet/P.-A. Boutang) et dans Critique et Clinique, paru en 1993. « Si la parole de Gherasim Luca est ainsi éminemment poétique, c’est parce qu’il fait du bégaiement un affect de la langue, non pas une affection de la parole. C’est toute la langue qui file et varie pour dégager un bloc sonore ultime, un seul souffle à la limite du cri ». Il en parle comme du « plus grand poète de langue française vivant ». Ghérasim Luca disparaît en 1994 dans la Seine, « puisqu'il n'y a plus de place pour les poètes dans ce monde », selon lui.

## De nos jours

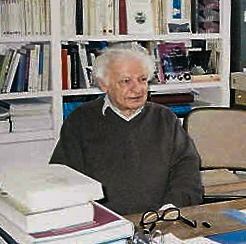
Portrait d'Yves Bonnefoy en 2004 au Collège de France.

### Yves Bonnefoy
Le recueil d'Yves Bonnefoy, Du mouvement et de l'immobilité de Douve, date de 1953.

« Douve intervenait d'abord parmi les quelques personnages d'un projet d'un récit antérieur à L'ordalie: ils y avaient pour mission secrète d'altérer, de ruiner des pans entiers de la figure du monde […] de faire se fissurer le système des représentations. Il y avait d'abord dans Douve toute une virtualité de sens associable à une figure féminine. Dans ce même mot, et tout aussitôt, il y eut aussi "le pressentiment d'une terre, d'une contrée toute bruissante bien qu'encore mêlée de nuit". Douve est aussi la parole. […] La connivence de Douve avec la nuit en fait une figure apparentée à celle d'Eurydice. »

Et Bonnefoy de poursuivre dans un monde enfin habitable : 

« Je ne voulais pas signifier mais faire d'un mot en somme quelconque l'agent de désagrégation de ces systèmes que les signifiants ― comme nous disons aujourd'hui ― ne cessent de mettre en place. […] Un visage, non une essence. En poésie il n'y a jamais que des noms propres. »

### André du Bouchet
En 1961, André du Bouchet publie un premier livre, (livre fondateur), Dans la chaleur vacante.

« Le titre révèle deux thèmes majeurs de son œuvre, l'ardeur et le vide, mais un vide ouvert à toutes les potentialités, un pas encore qui réserve l'espoir, parfois déçu, de ce qui pourrait être : "Dans la chaleur qui tremble / toute seule / hors de son feu / il n'y a toujours rien." […] Poète du mouvement et de la volonté, tel L'homme qui marche de Giacometti, il semble poussé par une nécessité intérieure vers un autre côté invisible et peut-être inaccessible. La montagne, le glacier, l'air, les pierres sont les principales composantes de son paysage mental. Gravir la montagne, c'est s'efforcer de maîtriser la langue pour tenter de s'approprier le monde et aller vers le voisinage de l'être. Il ajoute : "Rien ne désaltère mon pas". C'est un livre précurseur qui annonce tout un courant de la poésie contemporaine plus soucieux d'aller à l'essentiel que de séduire par des artifices ou par un lyrisme suranné. »

### Roger Munier
En 1970, Roger Munier publie Le Seul. Dans sa préface à l'essai, René Char indique : « Le Seul n'est pas choix, dissipation isolée, mais dur commandement intérieur. Nul ne profère celui-ci et aucun n'obéit. Condition première d'une solitude rangée. » 
Dans le Nouveau Dictionnaire des Œuvres, on peut lire :

« Huit méditations compactes, touffues dont la respiration intérieure exige du lecteur qu'il se dépouille de toute impatience et de tout savoir préalable afin qu'il épouse le mouvement même de la pensée se disant, se cherchant. J'interroge le visible. Je cherche dans le visible une dimension perdue. Car le visible n'est pas tant ce qu'on voit que ce qu'il donne à voir, en le dissimulant. La face du monde, en son éclat est voilée. »

En 1973, L'Instant paraît : ces textes brefs, 

« d'allure aphoristique, tiennent tout à la fois du poème et de la méditation spirituelle. [...] L'écriture de Roger Munier dans ces pages denses et étrangement légères ― tendues sur ce dont elles sont la quête et allégées de tout recours extérieur (libres de tout genre) ― parviennent à nous rendre sensible l'épaisseur physique du il y a lorsqu'il n'y a rien d'autre que soi : Sans formes ou sans paroles / il n'y a rien ― que SOI, / et l'arbre n'est pas : l'arbre. (L'Ombre, 1979). »

Selon Christine Dupouy, Roger Munier fut un « passeur, tant par son activité de traducteur (Heidegger, Silesius, Kleist, Paz, Porchia, Juarroz) que de directeur de collection de textes mystiques ("L'Espace intérieur", chez Fayard). Pratiquant également l'essai, philosophique ou critique (Le Parcours oblique, 1979) et le poème. » 
Il s'exprime aussi grâce au haïku (Arfuyen, Éden). Il a écrit : « Le monde est le voile éclatant d'une splendeur qui se dérobe. »

### Paul Celan

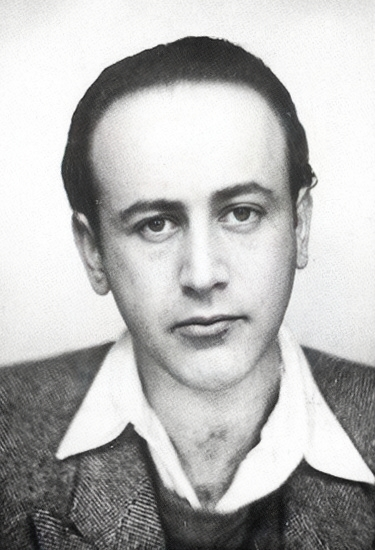
Photo d'identité de Paul Celan en 1938.

En 1979 paraît au Nouveau Commerce, aux éditions José Corti en France, dans une traduction de Martine Broda : La Rose de personne (Die Niemandsrose). Le livre de Paul Celan, poète juif de langue allemande et de nationalité française, ami d'Yves Bonnefoy et d'André du Bouchet au comité de la revue L'Éphémère, a été écrit entre 1962 et 1963.
Pour Jean Bollack, 

« Celan s'y est aventuré aux confins de sa poésie, poussant jusqu'à une pointe extrême l'arrachement et la maîtrise de l'abîme. La liberté, issue du vide, convertit la vacuité en abondance, elle prend la mesure d'un pouvoir illimité, de création par la résistance, et vice versa. [...] Dans les poèmes plus larges du cycle IV, le mouvement se fait plus narratif, plus assuré, parfois victorieux, dans des triomphes qui conduisent jusqu'à une résurrection des morts dans le texte, par la justesse du verbe et dans des ripostes contre toutes les formes de la préparation et de la non-dénonciation du meurtre. [...] Le recueil est dédié à la mémoire de Mandelstam, plutôt à ce qui a pu lui être prêté, a posteriori, en fait de mémoire. Le poète russe sera lui-même devenu un autre, revivifié à la hâte par la magie d'un exploit ultime, par un souffle qui parvient à intégrer l'essoufflement. »

Pour Martine Broda, 

« très peu d'années après sa mort, (Celan) occupe déjà une place de tout premier plan dans la littérature mondiale. Issue de l'après-Auschwitz, son œuvre pose quelques-unes des questions majeures de notre temps. [...] La Rose de personne, est un livre sur le destin juif, emblème du tragique de l'histoire contemporaine. [...] Hermétique, cette œuvre l'est, mais pas plus que la bouteille jetée à la mer d'un beau texte de Mandelstam, qui fait retour dans le Discours de Brême. Car, à l'encontre de toute la tradition lyrique allemande, qui se veut monologique, Celan a fait le choix d'une poétique du dialogue, comme une main tendue vers l'autre, dans l'espoir de l'Interlocuteur. Malgré la complexité de son langage, il reste un anti-formaliste. Affirmant très haut le primat des valeurs d'existence et de destin, il repose la question des fins de la poésie en de nouveaux temps de détresse : visée de vérité et visée éthique. Les poèmes, ce sont aussi des cadeaux. Destinés à ceux qui sont attentifs. Des cadeaux qui transportent avec eux du destin. »

### Édouard Glissant
Un champ d'îles (1953) & La Terre inquiète (1955) sont les premiers recueils de poèmes publiés par Édouard Glissant, l'homme de Sainte-Marie en Martinique, l'élève d'Aimé Césaire, écrivain, poète et  essayiste français. Il est le fondateur des concepts d'« antillanité », de « créolisation » et de « tout-monde ». Il fut « Distinguished Professor » en littérature française, à l'université de la Ville de New York et président de la mission de préfiguration d'un Centre français consacré à la traite, à l'esclavage et à leurs abolitions, le Comité pour la mémoire et l'histoire de l'esclavage. Il est le créateur du concept de la poétique du divers ; le métissage et toutes les formes d’émancipation et d'une réflexion autour d'une poétique de la Relation, « celle des imaginaires, des langues et des cultures ». « En sa richesse, l'œuvre de Glissant pourra s'étudier en rapport à bien des œuvres et recherches de notre temps. »

### Autres auteurs

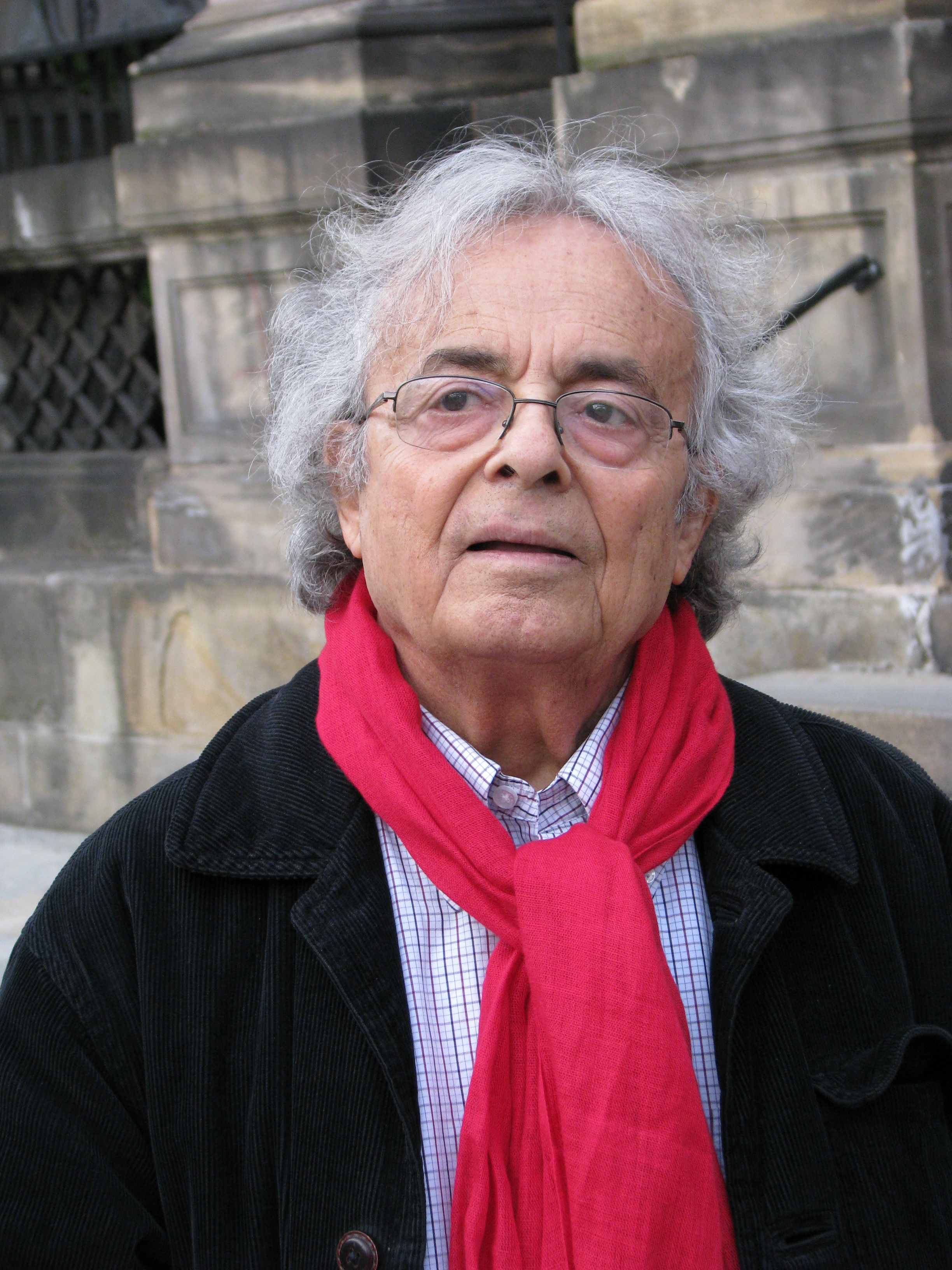
Adonis à Cracovie, 2011.

Si le Syrien, Adonis, esprit laïque « épris d'enracinement et d'ouverture », en rupture avec le monde de la tradition arabe de la poésie, préfère parler de poésie de la pensée, « je marche vers moi et vers tout ce qui vient » écrit-il, le Palestinien Mahmoud Darwich, « par la diversification des références et des symboles, renouvelle un langage poétique recherchant toujours la mélodie harmonieuse du cantique et du psaume. Nouveau journal d'exil de son peuple, ce recueil Plus rares sont les roses est aussi la moisson d'éternité des jours précaires du poète. »

### Abdellatif Laâbi

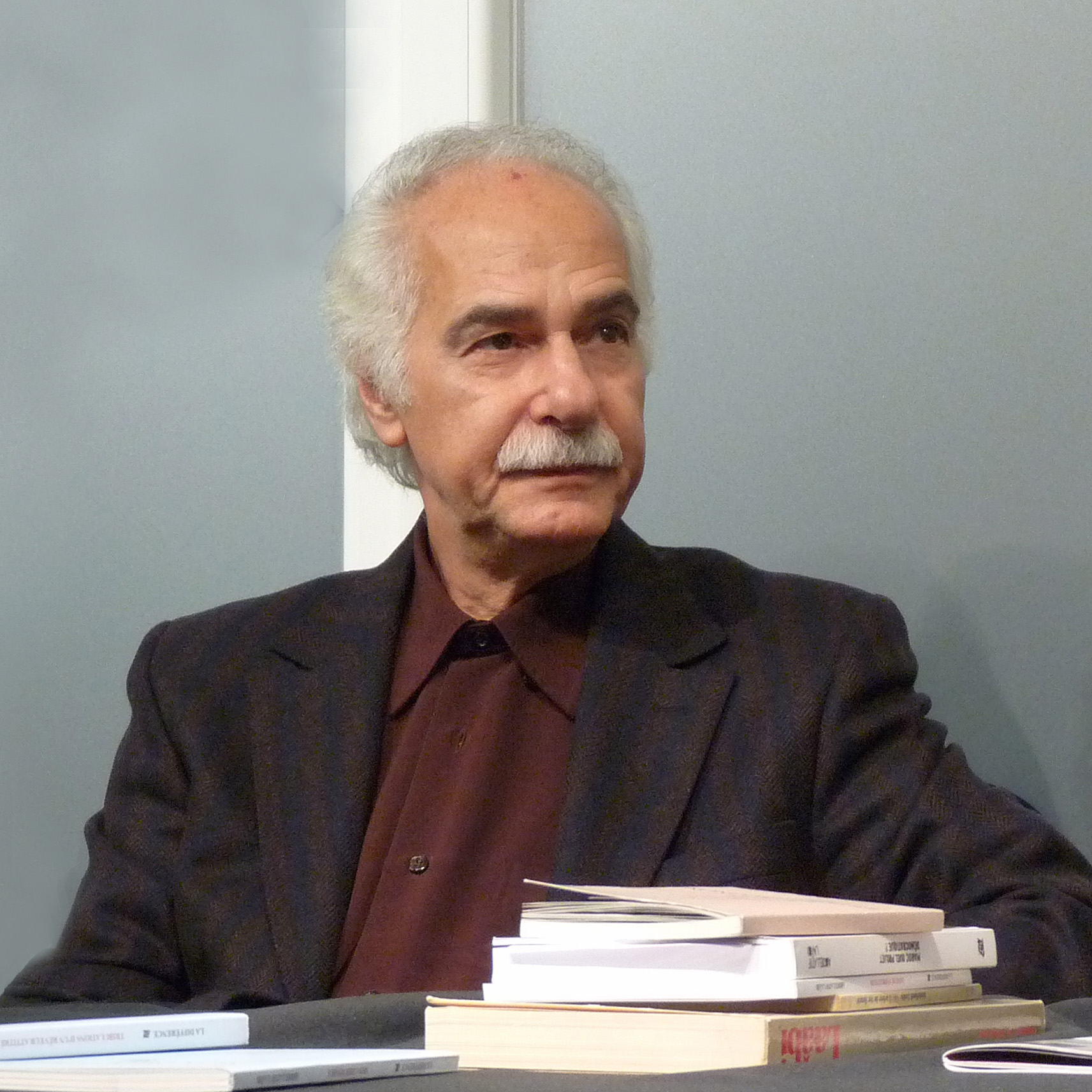
Portrait d'Abdellatif Laâbi en 2011.

La revue politique et culturelle Souffles, dirigée par le poète marocain d'expression française Abdellatif Laâbi est publiée de (1966) à (1972) à Rabat.
Dans le Nouveau Dictionnaire des Œuvres, on peut lire :

« Souffles est incontestablement l'une des revues qui ont le plus marqué la physionomie du champ culturel au Maroc et au Maghreb. Aucune autre revue n'a pu d'ailleurs, depuis l'interdiction de Souffles en 1972, ni égaler son action, ni imposer une démarche spécifique tant sur le plan de la création que de la réflexion critique. »

Selon le Dictionnaire Universel des Littératures :

« Cette volonté d'indépendance va prélever ses justifications théoriques et idéologiques dans les deux courants dominants de la pensée tiers-mondiste de l'époque : l'œuvre de Frantz Fanon et le mouvement de la négritude. […] Selon Abdellah Bounfour, les idées agitées en son sein ont eu une influence sur plusieurs écrivains, artistes ou militants politiques. Cette influence fut perceptible au niveau du discours des peintres sans atteindre leur pratique ; mais elle fut déterminante dans le domaine de l'écriture, particulièrement chez les arabophones privilégiant les thèmes du réalisme et de l'engagement. »

### Paul Valet
En 1983, le poète et traducteur français Paul Valet, «Le gisant debout», pseudonyme de Georges Schwartz publie Que pourrais-je vous donner de plus grand que mon gouffre ?. Il révèle dans un entretien : 

« Le pseudonyme Valet : je l'ai choisi pour ce qu'il signifie, je ne suis pas libre d'écrire ce que j'écris: la pensée va au-delà de la parole et, pour exprimer ma pensée, il faut que je la soumette aux lois de la parole. Je suis donc le valet de la parole, le valet de la poésie. »

### Joseph Brodsky

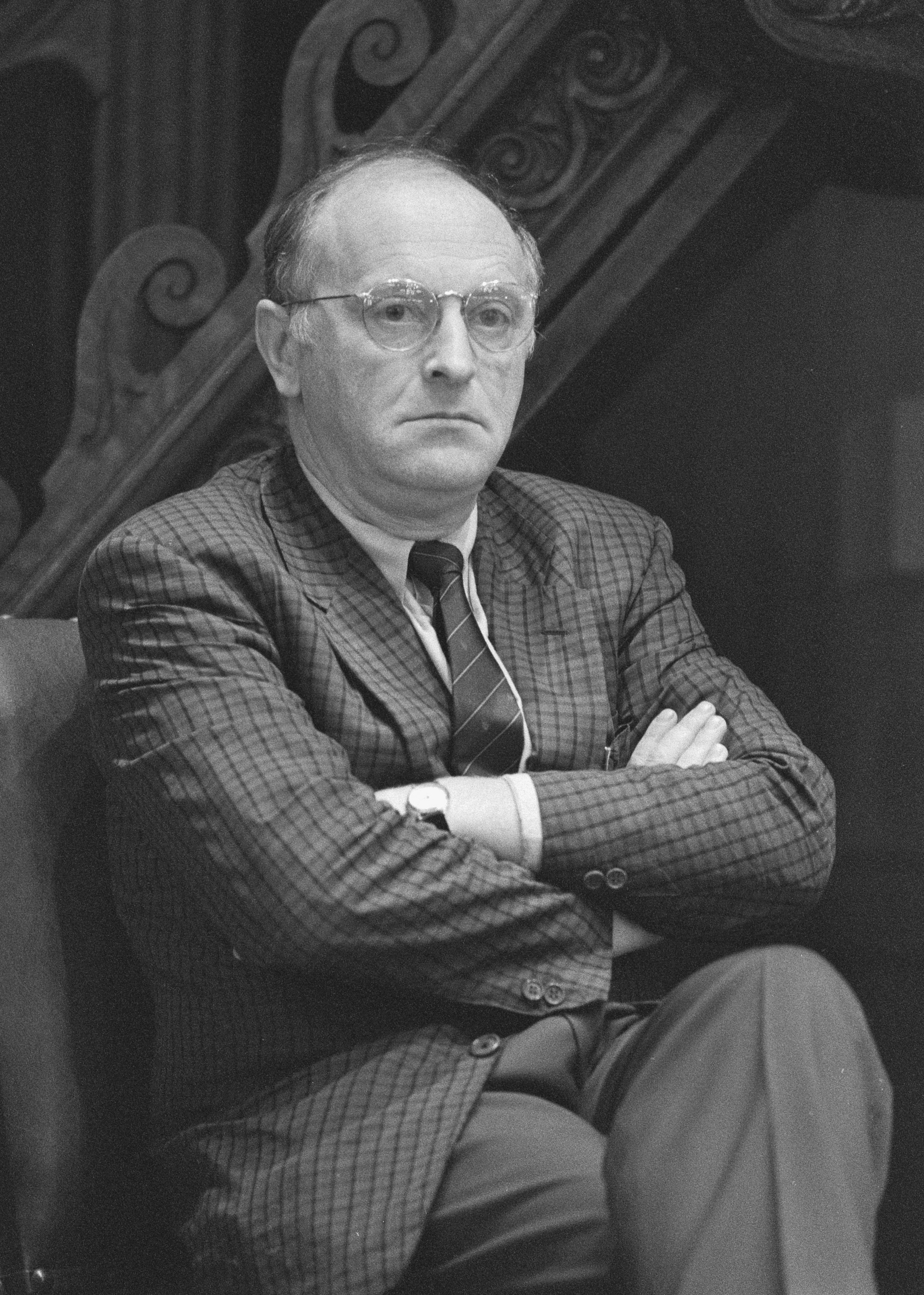
Joseph Brodsky en 1988.

En 1986, un poète russe naturalisé américain Joseph Brodsky publie en langue anglaise un recueil d'essais et de conférences intitulé Less than one. La traduction française de ce livre Loin de Byzance ne sera publiée qu'en 1998. Son écriture poétique tend vers la poésie philosophique, et son travail critique le prouve. Ainsi, 

« l'ampleur philosophique, il la trouve en étudiant l'alternance des rimes et des vers blancs chez Montale ("Dans l'ombre de Dante, les allitérations cachées de Derek Walcott ("Le Bruit de la marée"), les jeux d'un poème de Wystan Hugh Auden. »

Dans son discours de réception du prix Nobel en 1987, Brodsky mentionne quatre noms qui eurent des influences déterminantes en ses travaux : Akhmatova, Auden, Marina Tsvetaïeva et Robert Frost. D'autres influences se lisent dans sa poésie parmi lesquelles T.S. Eliot, Constantin Cavafy, mais sans oublier les poètes-philosophes russes schelligiens du XIXe siècle (Fiodor Tiouttchev, Ievgueni Baratynski) ou encore Ossip Mandelstam et Nikolaï Zabolotski. À celles-ci 

« se mêle celle des poètes métaphysiques anglais du XVIIIe siècle, notamment de John Donne, qu'il a traduit et auquel est consacrée La Grande Élégie à John Donne, l'un de ses premiers chefs-d'œuvre : le caractère souvent recherché des images et des comparaisons, le contraste de la cérébralité et de la sensualité, de la passion et de l'ironie, du sublime et du trivial rattache sa poésie à l'esthétique du baroque, et s'associe, comme celle-ci, à une vision tragique de l'existence. »

À noter que sa première pièce de théâtre Le Marbre (Mramor) est écrite parallèlement à son recueil Uranie publié en 1987.

« Le Marbre (1984) est plutôt un traité philosophique en mouvement - ou en enfermement - qu'une pièce de théâtre, une illustration, aussi, des poèmes d'Uranie (d'ailleurs cités de loin en loin). »

Brodsky écrit : « Sur mes prunelles, j'ai une pièce d'or. / La durée des ténèbres me sera brève. »

### Autres auteurs
D’autres œuvres de poètes ont pris le relais de la poésie philosophique, comme celles de Jean-Pierre Faye, de Geneviève Clancy avec ses Cahiers de la Nuit et sa poésie oxymorique, de Philippe Tancelin et sa Poéthique du silence, de Serge Venturini avec les Éclats de sa poétique du devenir, parallèlement à l’interrogation et à l’approfondissement inlassables de la théorie du transvisible, ou encore des Prémices de François Métais-Panterne, mort prématurément, dont l’expression poétique se charge d’une angoisse ontologique teintée de mysticisme. Citons aussi Paloma Hermina Hidalgo, découverte, jeune, par Michel Deguy, et dont les livres transgressifs interrogent la phénoménologie et la mystique. 
Avec son poéthique, les travaux de Jean-Claude Pinson sont souvent répertoriés comme cheminant entre poésie et philosophie,. Il note : 

« "Philosophe et poète", au fond je n'ai jamais voulu choisir. Ne voulant renoncer ni à la clarté du concept ni à la musique des mots, ni au est de l’ontologie ni au il y a de la poésie, j'ai pris le parti d’habiter l'entre-deux, l’entresol où se trame, entre terre et nuées, la grande affaire que demeure à mes yeux la recherche d'une habitation poétique du monde. »

Ces poètes du début du XXIe siècle perpétuent donc l'antique tradition de la poésie philosophique, mais à contre-histoire de la poésie formaliste d'aujourd'hui. Quand poésie et philosophie se complètent dans leur rapport d'altérité, elles sont inséparables et nous rappellent que « la question de la poésie excède de beaucoup le seul espace du texte ».
Selon la philosophe et essayiste espagnole, María Zambrano, élève et disciple du philosophe José Ortega y Gasset,

« aujourd'hui poésie et pensée nous apparaissent comme deux formes insuffisantes, nous semblent être deux moitiés de l’homme : le philosophe et le poète. L’homme entier n’est pas dans la philosophie ; la totalité de l’humain n’est pas dans la poésie. Dans la poésie nous trouvons directement l’homme concret, individuel. Dans la philosophie l’homme dans son histoire universelle, dans son vouloir être. La poésie est rencontre, don, découverte par la grâce. La philosophie quête, recherche guidée par une méthode. »

Raphael Enthoven note à propos de Charles Baudelaire, c'est « plutôt la profondeur que la clarté. Ou l’ellipse que la démonstration. La poésie est à la philosophie ce que l’intuition est au concept, et la métaphore à la simple comparaison. La même chose, mais en plus vif ».
George Steiner, quant à lui, observe dans Poésie de la pensée : 

« Il est ceux qui nient toute différence essentielle. Pour Montaigne, toute « philosophie n'est qu'une poésie sophistique », où le mot « sophistique » nécessite d'être manipulé avec prudence. Il n'est point d'opposition : « Chacune fait la difficulté de l'autre. Ensemble, elles sont la difficulté même de faire sens. » 

Lors d'une des conférences données en mars 2010 à Paris, à l'École normale supérieure, dans le cadre du séminaire Poésie de la pensée, George Steiner conclut son discours en déclarant : « Quand une poésie suprême et une pensée également suprême marchent côte à côte, il est fort probable que ce soit dans un silence infiniment signifiant. » 
« Comme le dit Jean Beaufret, dans Héraclite et Parménide, nous assistons au matin de l'Occident à la plus étrange merveille, à savoir que : poésie et pensée puissent en venir parfois à se retrouver et à se rejoindre, à se rencontrer pour s'entendre en ce premier matin où les mots sont encore des signes », écrit Hadrien France-Lanord.